# Comunele Slovaciei
Aceasta este lista comunelor și orașelor din Slovacia, ordonată alfabetic. Pentru o listă doar de orașe din Slovacia vedeți Lista orașelor din Slovacia. În prezent în Slovacia sunt 2.891 de comune și orașe.

## Lista comunelor și orașelor ordonată alfabetic
- Abovce (Regiunea Banská Bystrica)
- Abrahám (Regiunea Trnava)
- Abrahámovce (Regiunea Prešov)
- Abrahámovce (Regiunea Prešov)
- Abramová (Regiunea Žilina)
- Abranovce (Regiunea Prešov)
- Adamovské Kochanovce (Regiunea Trenčín)
- Adidovce (Regiunea Prešov)
- Alekšince (Regiunea Nitra)
- Andovce (Regiunea Nitra)
- Andrejová (Regiunea Prešov)
- Ardanovce (Regiunea Nitra)
- Ardovo (Regiunea Košice)
- Arnutovce (Regiunea Košice)
- Ábelová (Regiunea Banská Bystrica)
- Babie (Regiunea Prešov)
- Babindol (Regiunea Nitra)
- Babinec (Regiunea Banská Bystrica)
- Babiná (Regiunea Banská Bystrica)
- Babín (Regiunea Žilina)
- Bacúch (Regiunea Banská Bystrica)
- Bacúrov (Regiunea Banská Bystrica)
- Badín (Regiunea Banská Bystrica)
- Bajany (Regiunea Košice)
- Bajerov (Regiunea Prešov)
- Bajerovce (Regiunea Prešov)
- Bajka (Regiunea Nitra)
- Bajtava (Regiunea Nitra)
- Bajč (Regiunea Nitra)
- Baka (Regiunea Trnava)
- Baldovce (Regiunea Prešov)
- Balog nad Ipľom (Regiunea Banská Bystrica)
- Baloň (Regiunea Trnava)
- Baláže (Regiunea Banská Bystrica)
- Banka (Regiunea Trnava)
- Banská Belá (Regiunea Banská Bystrica)
- Banská Bystrica (Regiunea Banská Bystrica)
- Banská Štiavnica (Regiunea Banská Bystrica)
- Banské (Regiunea Prešov)
- Banský Studenec (Regiunea Banská Bystrica)
- Bara (Regiunea Košice)
- Barca (Regiunea Banská Bystrica)
- Bardoňovo (Regiunea Nitra)
- Bartošova Lehôtka (Regiunea Banská Bystrica)
- Bartošovce (Regiunea Prešov)
- Batizovce (Regiunea Prešov)
- Bačka (Regiunea Košice)
- Bačkov (Regiunea Košice)
- Bačkovík (Regiunea Košice)
- Baďan (Regiunea Banská Bystrica)
- Baňa (Regiunea Prešov)
- Baška (Regiunea Košice)
- Baškovce (Regiunea Košice)
- Baškovce (Regiunea Prešov)
- Bašovce (Regiunea Trnava)
- Becherov (Regiunea Prešov)
- Beckov (Regiunea Trenčín)
- Beharovce (Regiunea Prešov)
- Beladice (Regiunea Nitra)
- Belejovce (Regiunea Prešov)
- Belina (Regiunea Banská Bystrica)
- Belince (Regiunea Nitra)
- Bellova Ves (Regiunea Trnava)
- Beloveža (Regiunea Prešov)
- Beluj (Regiunea Banská Bystrica)
- Beluša (Regiunea Trenčín)
- Belá (Regiunea Nitra)
- Belá (Regiunea Žilina)
- Belá nad Cirochou (Regiunea Prešov)
- Belá-Dulice (Regiunea Žilina)
- Belín (Regiunea Banská Bystrica)
- Belža (Regiunea Košice)
- Beniakovce (Regiunea Košice)
- Benice (Regiunea Žilina)
- Benkovce (Regiunea Prešov)
- Bernolákovo (Regiunea Bratislava)
- Bertotovce (Regiunea Prešov)
- Betlanovce (Regiunea Košice)
- Betliar (Regiunea Košice)
- Beňadikovce (Regiunea Prešov)
- Beňadiková (Regiunea Žilina)
- Beňadovo (Regiunea Žilina)
- Beňatina (Regiunea Košice)
- Beňuš (Regiunea Banská Bystrica)
- Beša (Regiunea Nitra)
- Beša (Regiunea Košice)
- Bešeňov (Regiunea Nitra)
- Bešeňová (Regiunea Žilina)
- Bežovce (Regiunea Košice)
- Bidovce (Regiunea Košice)
- Biel (Regiunea Košice)
- Bielovce (Regiunea Nitra)
- Biely Kostol (Regiunea Trnava)
- Bijacovce (Regiunea Prešov)
- Biskupice (Regiunea Banská Bystrica)
- Biskupová (Regiunea Nitra)
- Bitarová (Regiunea Žilina)
- Blahová (Regiunea Trnava)
- Blatnica (Regiunea Žilina)
- Blatná Polianka (Regiunea Košice)
- Blatná na Ostrove (Regiunea Trnava)
- Blatné (Regiunea Bratislava)
- Blatné Remety (Regiunea Košice)
- Blatné Revištia (Regiunea Košice)
- Blažice (Regiunea Košice)
- Blažovce (Regiunea Žilina)
- Blesovce (Regiunea Nitra)
- Blhovce (Regiunea Banská Bystrica)
- Bobot (Regiunea Trenčín)
- Bobrov (Regiunea Žilina)
- Bobrovec (Regiunea Žilina)
- Bobrovník (Regiunea Žilina)
- Bobrovček (Regiunea Žilina)
- Bodiná (Regiunea Trenčín)
- Bodorová (Regiunea Žilina)
- Bodovce (Regiunea Prešov)
- Bodružal (Regiunea Prešov)
- Bodza (Regiunea Nitra)
- Bodzianske Lúky (Regiunea Nitra)
- Bodíky (Regiunea Trnava)
- Bogliarka (Regiunea Prešov)
- Bohdanovce (Regiunea Košice)
- Bohdanovce nad Trnavou (Regiunea Trnava)
- Boheľov (Regiunea Trnava)
- Bohunice (Regiunea Trenčín)
- Bohunice (Regiunea Nitra)
- Bohúňovo (Regiunea Košice)
- Bojničky (Regiunea Trnava)
- Bojná (Regiunea Nitra)
- Boldog (Regiunea Bratislava)
- Boleráz (Regiunea Trnava)
- Bolešov (Regiunea Trenčín)
- Boliarov (Regiunea Košice)
- Borcová (Regiunea Žilina)
- Borinka (Regiunea Bratislava)
- Borovce (Regiunea Trnava)
- Borová (Regiunea Trnava)
- Borský Mikuláš (Regiunea Trnava)
- Borský Svätý Jur (Regiunea Trnava)
- Bory (Regiunea Nitra)
- Borčany (Regiunea Trenčín)
- Borčice (Regiunea Trenčín)
- Borša (Regiunea Košice)
- Bottovo (Regiunea Banská Bystrica)
- Bočiar (Regiunea Košice)
- Boľ (Regiunea Košice)
- Boľkovce (Regiunea Banská Bystrica)
- Bošany (Regiunea Trenčín)
- Bošáca (Regiunea Trenčín)
- Boťany (Regiunea Košice)
- Bracovce (Regiunea Košice)
- Branovo (Regiunea Nitra)
- Branč (Regiunea Nitra)
- Braväcovo (Regiunea Banská Bystrica)
- Brdárka (Regiunea Košice)
- Brehov (Regiunea Košice)
- Brehy (Regiunea Banská Bystrica)
- Brekov (Regiunea Prešov)
- Brestov (Regiunea Prešov)
- Brestov (Regiunea Prešov)
- Brestov nad Laborcom (Regiunea Prešov)
- Brestovany (Regiunea Trnava)
- Brestovec (Regiunea Nitra)
- Brestoveț (Regiunea Trenčín)
- Bretejovce (Regiunea Prešov)
- Bretka (Regiunea Košice)
- Breza (Regiunea Žilina)
- Brezany (Regiunea Žilina)
- Brezina (Regiunea Košice)
- Breziny (Regiunea Banská Bystrica)
- Breznica (Regiunea Prešov)
- Breznička (Regiunea Banská Bystrica)
- Breznička (Regiunea Prešov)
- Brezno (Regiunea Banská Bystrica)
- Brezolupy (Regiunea Trenčín)
- Brezov (Regiunea Prešov)
- Brezovec (Regiunea Prešov)
- Brezovica (Regiunea Prešov)
- Brezovica (Regiunea Žilina)
- Brezovička (Regiunea Prešov)
- Brezovka (Regiunea Prešov)
- Brezová pod Bradlom (Regiunea Trenčín)
- Brežany (Regiunea Prešov)
- Brhlovce (Regiunea Nitra)
- Brieštie (Regiunea Žilina)
- Brodské (Regiunea Trnava)
- Brodzany (Regiunea Trenčín)
- Brunovce (Regiunea Trenčín)
- Brusnica (Regiunea Prešov)
- Brusno (Regiunea Banská Bystrica)
- Brusník (Regiunea Banská Bystrica)
- Brutovce (Regiunea Prešov)
- Bruty (Regiunea Nitra)
- Brvnište (Regiunea Trenčín)
- Brzotín (Regiunea Košice)
- Buclovany (Regiunea Prešov)
- Budikovany (Regiunea Banská Bystrica)
- Budimír (Regiunea Košice)
- Budince (Regiunea Košice)
- Budiná (Regiunea Banská Bystrica)
- Budiš (Regiunea Žilina)
- Budkovce (Regiunea Košice)
- Budmerice (Regiunea Bratislava)
- Budča (Regiunea Banská Bystrica)
- Buglovce (Regiunea Prešov)
- Bukovce (Regiunea Prešov)
- Bukovec (Regiunea Košice)
- Bukovec (Regiunea Trenčín)
- Bukovina (Regiunea Žilina)
- Buková (Regiunea Trnava)
- Bulhary (Regiunea Banská Bystrica)
- Bunetice (Regiunea Košice)
- Bunkovce (Regiunea Košice)
- Buzica (Regiunea Košice)
- Buzitka (Regiunea Banská Bystrica)
- Bučany (Regiunea Trnava)
- Bušince (Regiunea Banská Bystrica)
- Bušovce (Regiunea Prešov)
- Bystrany (Regiunea Košice)
- Bystričany (Regiunea Trenčín)
- Bystrička (Regiunea Žilina)
- Bystrá (Regiunea Banská Bystrica)
- Bystrá (Regiunea Prešov)
- Bystré (Regiunea Prešov)
- Bytča (Regiunea Žilina)
- Byšta (Regiunea Košice)
- Bzenica (Regiunea Banská Bystrica)
- Bzenov (Regiunea Prešov)
- Bzince pod Javorinou (Regiunea Trenčín)
- Bziny (Regiunea Žilina)
- Bzovská Lehôtka (Regiunea Banská Bystrica)
- Bzovík (Regiunea Banská Bystrica)
- Báb (Regiunea Nitra)
- Bádice (Regiunea Nitra)
- Báhoň (Regiunea Bratislava)
- Bánov (Regiunea Nitra)
- Bánovce nad Bebravou (Regiunea Trenčín)
- Bánovce nad Ondavou (Regiunea Košice)
- Bátka (Regiunea Banská Bystrica)
- Bátorove Kosihy (Regiunea Nitra)
- Bátorová (Regiunea Banská Bystrica)
- Bátovce (Regiunea Nitra)
- Báč (Regiunea Trnava)
- Bílkove Humence (Regiunea Trnava)
- Bíňa (Regiunea Nitra)
- Bíňovce (Regiunea Trnava)
- Bôrka (Regiunea Košice)
- Búč (Regiunea Nitra)
- Bžany (Regiunea Prešov)
- Cabaj-Čápor (Regiunea Nitra)
- Cabov (Regiunea Prešov)
- Cakov (Regiunea Banská Bystrica)
- Cejkov (Regiunea Košice)
- Cernina (Regiunea Prešov)
- Cerovo (Regiunea Banská Bystrica)
- Cerová (Regiunea Trnava)
- Cestice (Regiunea Košice)
- Chanava (Regiunea Banská Bystrica)
- Chlebnice (Regiunea Žilina)
- Chlmec (Regiunea Prešov)
- Chmeľnica (Regiunea Prešov)
- Chmeľov (Regiunea Prešov)
- Chmeľovec (Regiunea Prešov)
- Chmeľová (Regiunea Prešov)
- Chminianska Nová Ves (Regiunea Prešov)
- Chminianske Jakubovany (Regiunea Prešov)
- Chmiňany (Regiunea Prešov)
- Chocholná-Velčice (Regiunea Trenčín)
- Chorvátsky Grob (Regiunea Bratislava)
- Chorváty (Regiunea Košice)
- Chotín (Regiunea Nitra)
- Chotča (Regiunea Prešov)
- Choča (Regiunea Nitra)
- Choňkovce (Regiunea Košice)
- Chrabrany (Regiunea Nitra)
- Chrastince (Regiunea Banská Bystrica)
- Chrastné (Regiunea Košice)
- Chrasť nad Hornádom (Regiunea Košice)
- Chrenovec-Brusno (Regiunea Trenčín)
- Chropov (Regiunea Trnava)
- Chrámec (Regiunea Banská Bystrica)
- Chrťany (Regiunea Banská Bystrica)
- Chtelnica (Regiunea Trnava)
- Chudá Lehota (Regiunea Trenčín)
- Chvalová (Regiunea Banská Bystrica)
- Chvojnica (Regiunea Trenčín)
- Chvojnica (Regiunea Trenčín)
- Chynorany (Regiunea Trenčín)
- Chyžné (Regiunea Banská Bystrica)
- Chľaba (Regiunea Nitra)
- Cigeľ (Regiunea Trenčín)
- Cigeľka (Regiunea Prešov)
- Cigla (Regiunea Prešov)
- Cimenná (Regiunea Trenčín)
- Cinobaňa (Regiunea Banská Bystrica)
- Cífer (Regiunea Trnava)
- Dúbravy (Regiunea Banská Bystrica)
- Úbrež (Regiunea Košice)
- Údol (Regiunea Prešov)
- Úhorná (Regiunea Košice)
- Úľany nad Žitavou (Regiunea Nitra)
- Čab (Regiunea Nitra)
- Čabalovce (Regiunea Prešov)
- Čabiny (Regiunea Prešov)
- Čabradský Vrbovok (Regiunea Banská Bystrica)
- Čachtice (Regiunea Trenčín)
- Čadca (Regiunea Žilina)
- Čajkov (Regiunea Nitra)
- Čaka (Regiunea Nitra)
- Čakajovce (Regiunea Nitra)
- Čakanovce (Regiunea Košice)
- Čakanovce (Regiunea Banská Bystrica)
- Čakany (Regiunea Trnava)
- Čaklov (Regiunea Prešov)
- Čalovec (Regiunea Nitra)
- Čamovce (Regiunea Banská Bystrica)
- Čaradice (Regiunea Nitra)
- Častkov (Regiunea Trnava)
- Častkovce (Regiunea Trenčín)
- Častá (Regiunea Bratislava)
- Čata (Regiunea Nitra)
- Čataj (Regiunea Bratislava)
- Čavoj (Regiunea Trenčín)
- Čaňa (Regiunea Košice)
- Čebovce (Regiunea Banská Bystrica)
- Čechy (Regiunea Nitra)
- Čechynce (Regiunea Nitra)
- Čekovce (Regiunea Banská Bystrica)
- Čelkova Lehota (Regiunea Trenčín)
- Čelovce (Regiunea Prešov)
- Čelovce (Regiunea Banská Bystrica)
- Čeláre (Regiunea Banská Bystrica)
- Čenkovce (Regiunea Trnava)
- Čerenčany (Regiunea Banská Bystrica)
- Čereňany (Regiunea Trenčín)
- Čerhov (Regiunea Košice)
- Čermany (Regiunea Nitra)
- Černina (Regiunea Prešov)
- Černochov (Regiunea Košice)
- Černík (Regiunea Nitra)
- Čertižné (Regiunea Prešov)
- Červenica (Regiunea Prešov)
- Červenica pri Sabinove (Regiunea Prešov)
- Červená Voda (Regiunea Prešov)
- Červeník (Regiunea Trnava)
- Červený Hrádok (Regiunea Nitra)
- Červený Kameň (Regiunea Trenčín)
- Červený Kláštor (Regiunea Prešov)
- Červeňany (Regiunea Banská Bystrica)
- Čerín (Regiunea Banská Bystrica)
- České Brezovo (Regiunea Banská Bystrica)
- Čečehov (Regiunea Košice)
- Čečejovce (Regiunea Košice)
- Čeľadice (Regiunea Nitra)
- Čeľadince (Regiunea Nitra)
- Čeľovce (Regiunea Košice)
- Čierna (Regiunea Košice)
- Čierna Lehota (Regiunea Košice)
- Čierna Lehota (Regiunea Trenčín)
- Čierna Voda (Regiunea Trnava)
- Čierna nad Tisou (Regiunea Košice)
- Čierne (Regiunea Žilina)
- Čierne Kľačany (Regiunea Nitra)
- Čierne Pole (Regiunea Košice)
- Čierne nad Topľou (Regiunea Prešov)
- Čierny Balog (Regiunea Banská Bystrica)
- Čierny Brod (Regiunea Trnava)
- Čierny Potok (Regiunea Banská Bystrica)
- Čifáre (Regiunea Nitra)
- Čiližská Radvaň (Regiunea Trnava)
- Čimhová (Regiunea Žilina)
- Čirč (Regiunea Prešov)
- Čičarovce (Regiunea Košice)
- Čičava (Regiunea Prešov)
- Čičmany (Regiunea Žilina)
- Čižatice (Regiunea Košice)
- Čoltovo (Regiunea Košice)
- Čremošné (Regiunea Žilina)
- Čukalovce (Regiunea Prešov)
- Čučma (Regiunea Košice)
- Čáry (Regiunea Trnava)
- Číčov (Regiunea Nitra)
- Číž (Regiunea Banská Bystrica)
- Daletice (Regiunea Prešov)
- Danišovce (Regiunea Košice)
- Dargov (Regiunea Košice)
- Davidov (Regiunea Prešov)
- Dačov Lom (Regiunea Banská Bystrica)
- Debraď (Regiunea Košice)
- Dechtice (Regiunea Trnava)
- Dedačov (Regiunea Prešov)
- Dedina Mládeže (Regiunea Nitra)
- Dedinka (Regiunea Nitra)
- Dedinky (Regiunea Košice)
- Dekýš (Regiunea Banská Bystrica)
- Demandice (Regiunea Nitra)
- Demjata (Regiunea Prešov)
- Demänovská Dolina (Regiunea Žilina)
- Detrík (Regiunea Prešov)
- Detva (Regiunea Banská Bystrica)
- Detvianska Huta (Regiunea Banská Bystrica)
- Devičany (Regiunea Nitra)
- Devičie (Regiunea Banská Bystrica)
- Dežerice (Regiunea Trenčín)
- Diakovce (Regiunea Nitra)
- Diaková (Regiunea Žilina)
- Diviacka Nová Ves (Regiunea Trenčín)
- Diviaky nad Nitricou (Regiunea Trenčín)
- Divina (Regiunea Žilina)
- Divinka (Regiunea Žilina)
- Divín (Regiunea Banská Bystrica)
- Dlhoňa (Regiunea Prešov)
- Dlhá (Regiunea Trnava)
- Dlhá Ves (Regiunea Košice)
- Dlhá nad Kysucou (Regiunea Žilina)
- Dlhá nad Oravou (Regiunea Žilina)
- Dlhá nad Váhom (Regiunea Nitra)
- Dlhé Klčovo (Regiunea Prešov)
- Dlhé Pole (Regiunea Žilina)
- Dlhé Stráže (Regiunea Prešov)
- Dlhé nad Cirochou (Regiunea Prešov)
- Dlžín (Regiunea Trenčín)
- Dobrohošť (Regiunea Trnava)
- Dobroslava (Regiunea Prešov)
- Dobroč (Regiunea Banská Bystrica)
- Dobrá (Regiunea Košice)
- Dobrá Niva (Regiunea Banská Bystrica)
- Dobrá Voda (Regiunea Trnava)
- Dobšiná (Regiunea Košice)
- Dohňany (Regiunea Trenčín)
- Dojč (Regiunea Trnava)
- Dolinka (Regiunea Banská Bystrica)
- Dolná Breznica (Regiunea Trenčín)
- Dolná Krupá (Regiunea Trnava)
- Dolná Lehota (Regiunea Banská Bystrica)
- Dolná Mariková (Regiunea Trenčín)
- Dolná Mičiná (Regiunea Banská Bystrica)
- Dolná Poruba (Regiunea Trenčín)
- Dolná Seč (Regiunea Nitra)
- Dolná Streda (Regiunea Trnava)
- Dolná Strehová (Regiunea Banská Bystrica)
- Dolná Súča (Regiunea Trenčín)
- Dolná Tižina (Regiunea Žilina)
- Dolná Trnávka (Regiunea Banská Bystrica)
- Dolná Ves (Regiunea Banská Bystrica)
- Dolná Ždaňa (Regiunea Banská Bystrica)
- Dolné Dubové (Regiunea Trnava)
- Dolné Kočkovce (Regiunea Trenčín)
- Dolné Lefantovce (Regiunea Nitra)
- Dolné Lovčice (Regiunea Trnava)
- Dolné Mladonice (Regiunea Banská Bystrica)
- Dolné Naštice (Regiunea Trenčín)
- Dolné Obdokovce (Regiunea Nitra)
- Dolné Orešany (Regiunea Trnava)
- Dolné Otrokovce (Regiunea Trnava)
- Dolné Plachtince (Regiunea Banská Bystrica)
- Dolné Saliby (Regiunea Trnava)
- Dolné Semerovce (Regiunea Nitra)
- Dolné Srnie (Regiunea Trenčín)
- Dolné Strháre (Regiunea Banská Bystrica)
- Dolné Trhovište (Regiunea Trnava)
- Dolné Vestenice (Regiunea Trenčín)
- Dolné Zahorany (Regiunea Banská Bystrica)
- Dolné Zelenice (Regiunea Trnava)
- Dolný Badín (Regiunea Banská Bystrica)
- Dolný Bar (Regiunea Trnava)
- Dolný Chotár (Regiunea Trnava)
- Dolný Harmanec (Regiunea Banská Bystrica)
- Dolný Hričov (Regiunea Žilina)
- Dolný Kalník (Regiunea Žilina)
- Dolný Kubín (Regiunea Žilina)
- Dolný Lieskov (Regiunea Trenčín)
- Dolný Lopašov (Regiunea Trnava)
- Dolný Ohaj (Regiunea Nitra)
- Dolný Pial (Regiunea Nitra)
- Dolný Vadičov (Regiunea Žilina)
- Dolný Štál (Regiunea Trnava)
- Domadice (Regiunea Nitra)
- Domaniža (Regiunea Trenčín)
- Domaníky (Regiunea Banská Bystrica)
- Domaňovce (Regiunea Prešov)
- Donovaly (Regiunea Banská Bystrica)
- Doľany (Regiunea Prešov)
- Doľany (Regiunea Bratislava)
- Drahovce (Regiunea Trnava)
- Drahňov (Regiunea Košice)
- Dravce (Regiunea Prešov)
- Dražice (Regiunea Banská Bystrica)
- Dražkovce (Regiunea Žilina)
- Drienica (Regiunea Prešov)
- Drienov (Regiunea Prešov)
- Drienovec (Regiunea Košice)
- Drienovo (Regiunea Banská Bystrica)
- Drienovská Nová Ves (Regiunea Prešov)
- Drienčany (Regiunea Banská Bystrica)
- Drietoma (Regiunea Trenčín)
- Drnava (Regiunea Košice)
- Družstevná pri Hornáde (Regiunea Košice)
- Drábsko (Regiunea Banská Bystrica)
- Drážovce (Regiunea Banská Bystrica)
- Drňa (Regiunea Banská Bystrica)
- Drženice (Regiunea Nitra)
- Držkovce (Regiunea Banská Bystrica)
- Dubinné (Regiunea Prešov)
- Dubnica nad Váhom (Regiunea Trenčín)
- Dubnička (Regiunea Trenčín)
- Dubno (Regiunea Banská Bystrica)
- Dubník (Regiunea Nitra)
- Dubodiel (Regiunea Trenčín)
- Dubovany (Regiunea Trnava)
- Dubovce (Regiunea Trnava)
- Dubovec (Regiunea Banská Bystrica)
- Dubovica (Regiunea Prešov)
- Dubová (Regiunea Bratislava)
- Dubová (Regiunea Prešov)
- Dubové (Regiunea Žilina)
- Dubové (Regiunea Banská Bystrica)
- Ducové (Regiunea Trnava)
- Dukovce (Regiunea Prešov)
- Dulov (Regiunea Trenčín)
- Dulova Ves (Regiunea Prešov)
- Dulovce (Regiunea Nitra)
- Dulovo (Regiunea Banská Bystrica)
- Dunajov (Regiunea Žilina)
- Dunajská Lužná (Regiunea Bratislava)
- Dunajská Streda (Regiunea Trnava)
- Dunajský Klátov (Regiunea Trnava)
- Duplín (Regiunea Prešov)
- Dvorany nad Nitrou (Regiunea Nitra)
- Dvorec (Regiunea Trenčín)
- Dvorianky (Regiunea Košice)
- Dvorníky (Regiunea Trnava)
- Dvorníky-Včeláre (Regiunea Košice)
- Dvory nad Žitavou (Regiunea Nitra)
- Dúbrava (Regiunea Prešov)
- Dúbrava (Regiunea Žilina)
- Dúbrava (Regiunea Prešov)
- Dúbravica (Regiunea Banská Bystrica)
- Dúbravka (Regiunea Košice)
- Ďanová (Regiunea Žilina)
- Ďapalovce (Regiunea Prešov)
- Ďačov (Regiunea Prešov)
- Ďubákovo (Regiunea Banská Bystrica)
- Ďurkov (Regiunea Košice)
- Ďurkovce (Regiunea Banská Bystrica)
- Ďurková (Regiunea Prešov)
- Ďurčiná (Regiunea Žilina)
- Ďurďové (Regiunea Trenčín)
- Ďurďoš (Regiunea Prešov)
- Ďurďošík (Regiunea Košice)
- Egreš (Regiunea Košice)
- Falkušovce (Regiunea Košice)
- Farná (Regiunea Nitra)
- Fačkov (Regiunea Žilina)
- Fekišovce (Regiunea Košice)
- Figa (Regiunea Banská Bystrica)
- Fijaš (Regiunea Prešov)
- Fintice (Regiunea Prešov)
- Fiľakovo (Regiunea Banská Bystrica)
- Fiľakovské Kováče (Regiunea Banská Bystrica)
- Folkušová (Regiunea Žilina)
- Forbasy (Regiunea Prešov)
- Frička (Regiunea Prešov)
- Fričkovce (Regiunea Prešov)
- Fričovce (Regiunea Prešov)
- Fulianka (Regiunea Prešov)
- Gaboltov (Regiunea Prešov)
- Gabčíkovo (Regiunea Trnava)
- Gajary (Regiunea Bratislava)
- Galanta (Regiunea Trnava)
- Galovany (Regiunea Žilina)
- Gbelce (Regiunea Nitra)
- Gbely (Regiunea Trnava)
- Gbeľany (Regiunea Žilina)
- Gelnica (Regiunea Košice)
- Gemer (Regiunea Banská Bystrica)
- Gemerská Hôrka (Regiunea Košice)
- Gemerská Panica (Regiunea Košice)
- Gemerská Poloma (Regiunea Košice)
- Gemerská Ves (Regiunea Banská Bystrica)
- Gemerské Dechtáre (Regiunea Banská Bystrica)
- Gemerské Michalovce (Regiunea Banská Bystrica)
- Gemerské Teplice (Regiunea Banská Bystrica)
- Gemerský Jablonec (Regiunea Banská Bystrica)
- Gemerský Sad (Regiunea Banská Bystrica)
- Gemerček (Regiunea Banská Bystrica)
- Geraltov (Regiunea Prešov)
- Gerlachov (Regiunea Prešov)
- Gerlachov (Regiunea Prešov)
- Geča (Regiunea Košice)
- Giglovce (Regiunea Prešov)
- Giraltovce (Regiunea Prešov)
- Girovce (Regiunea Prešov)
- Glabušovce (Regiunea Banská Bystrica)
- Golianovo (Regiunea Nitra)
- Gortva (Regiunea Banská Bystrica)
- Gočaltovo (Regiunea Košice)
- Gočovo (Regiunea Košice)
- Granč-Petrovce (Regiunea Prešov)
- Gregorova Vieska (Regiunea Banská Bystrica)
- Gregorovce (Regiunea Prešov)
- Gribov (Regiunea Prešov)
- Gruzovce (Regiunea Prešov)
- Gyňov (Regiunea Košice)
- Gánovce (Regiunea Prešov)
- Gáň (Regiunea Trnava)
- Gôtovany (Regiunea Žilina)
- Habovka (Regiunea Žilina)
- Habura (Regiunea Prešov)
- Hajná Nová Ves (Regiunea Nitra)
- Hajnáčka (Regiunea Banská Bystrica)
- Hajtovka (Regiunea Prešov)
- Haligovce (Regiunea Prešov)
- Halič (Regiunea Banská Bystrica)
- Haluzice (Regiunea Trenčín)
- Haláčovce (Regiunea Trenčín)
- Hamuliakovo (Regiunea Bratislava)
- Handlová (Regiunea Trenčín)
- Hanigovce (Regiunea Prešov)
- Haniska (Regiunea Košice)
- Haniska (Regiunea Prešov)
- Hankovce (Regiunea Prešov)
- Hankovce (Regiunea Prešov)
- Hanková (Regiunea Košice)
- Hanušovce nad Topľou (Regiunea Prešov)
- Harakovce (Regiunea Prešov)
- Harhaj (Regiunea Prešov)
- Harichovce (Regiunea Košice)
- Harmanec (Regiunea Banská Bystrica)
- Hatalov (Regiunea Košice)
- Hatné (Regiunea Trenčín)
- Havaj (Regiunea Prešov)
- Havka (Regiunea Prešov)
- Havranec (Regiunea Prešov)
- Hačava (Regiunea Košice)
- Hažlín (Regiunea Prešov)
- Hažín (Regiunea Košice)
- Hažín nad Cirochou (Regiunea Prešov)
- Helcmanovce (Regiunea Košice)
- Henckovce (Regiunea Košice)
- Henclová (Regiunea Košice)
- Hencovce (Regiunea Prešov)
- Hendrichovce (Regiunea Prešov)
- Hermanovce (Regiunea Prešov)
- Hermanovce nad Topľou (Regiunea Prešov)
- Hertník (Regiunea Prešov)
- Hervartov (Regiunea Prešov)
- Herľany (Regiunea Košice)
- Heľpa (Regiunea Banská Bystrica)
- Hiadeľ (Regiunea Banská Bystrica)
- Hincovce (Regiunea Košice)
- Hladovka (Regiunea Žilina)
- Hlboké (Regiunea Trnava)
- Hlboké nad Váhom (Regiunea Žilina)
- Hlinné (Regiunea Prešov)
- Hliník nad Hronom (Regiunea Banská Bystrica)
- Hlivištia (Regiunea Košice)
- Hlohovec (Regiunea Trnava)
- Hniezdne (Regiunea Prešov)
- Hnilec (Regiunea Košice)
- Hnilčík (Regiunea Košice)
- Hnojné (Regiunea Košice)
- Hnúšťa (Regiunea Banská Bystrica)
- Hodejov (Regiunea Banská Bystrica)
- Hodejovec (Regiunea Banská Bystrica)
- Hodkovce (Regiunea Košice)
- Hodruša-Hámre (Regiunea Banská Bystrica)
- Hokovce (Regiunea Nitra)
- Holiare (Regiunea Nitra)
- Holice (Regiunea Trnava)
- Holiša (Regiunea Banská Bystrica)
- Holumnica (Regiunea Prešov)
- Holíč (Regiunea Trnava)
- Holčíkovce (Regiunea Prešov)
- Honce (Regiunea Košice)
- Hontianska Vrbica (Regiunea Nitra)
- Hontianske Moravce (Regiunea Banská Bystrica)
- Hontianske Nemce (Regiunea Banská Bystrica)
- Hontianske Tesáre (Regiunea Banská Bystrica)
- Hontianske Trsťany (Regiunea Nitra)
- Horná Breznica (Regiunea Trenčín)
- Horná Krupá (Regiunea Trnava)
- Horná Kráľová (Regiunea Nitra)
- Horná Lehota (Regiunea Banská Bystrica)
- Horná Lehota (Regiunea Žilina)
- Horná Mariková (Regiunea Trenčín)
- Horná Mičiná (Regiunea Banská Bystrica)
- Horná Poruba (Regiunea Trenčín)
- Horná Potôň (Regiunea Trnava)
- Horná Seč (Regiunea Nitra)
- Horná Streda (Regiunea Trenčín)
- Horná Strehová (Regiunea Banská Bystrica)
- Horná Súča (Regiunea Trenčín)
- Horná Ves (Regiunea Trenčín)
- Horná Ves (Regiunea Banská Bystrica)
- Horná Štubňa (Regiunea Žilina)
- Horná Ždaňa (Regiunea Banská Bystrica)
- Horné Chlebany (Regiunea Nitra)
- Horné Dubové (Regiunea Trnava)
- Horné Hámre (Regiunea Banská Bystrica)
- Horné Lefantovce (Regiunea Nitra)
- Horné Mladonice (Regiunea Banská Bystrica)
- Horné Mýto (Regiunea Trnava)
- Horné Naštice (Regiunea Trenčín)
- Horné Obdokovce (Regiunea Nitra)
- Horné Orešany (Regiunea Trnava)
- Horné Otrokovce (Regiunea Trnava)
- Horné Plachtince (Regiunea Banská Bystrica)
- Horné Pršany (Regiunea Banská Bystrica)
- Horné Saliby (Regiunea Trnava)
- Horné Semerovce (Regiunea Nitra)
- Horné Srnie (Regiunea Trenčín)
- Horné Strháre (Regiunea Banská Bystrica)
- Horné Trhovište (Regiunea Trnava)
- Horné Turovce (Regiunea Nitra)
- Horné Vestenice (Regiunea Trenčín)
- Horné Zahorany (Regiunea Banská Bystrica)
- Horné Zelenice (Regiunea Trnava)
- Horné Štitáre (Regiunea Nitra)
- Horný Badín (Regiunea Banská Bystrica)
- Horný Bar (Regiunea Trnava)
- Horný Hričov (Regiunea Žilina)
- Horný Kalník (Regiunea Žilina)
- Horný Lieskov (Regiunea Trenčín)
- Horný Pial (Regiunea Nitra)
- Horný Tisovník (Regiunea Banská Bystrica)
- Horný Vadičov (Regiunea Žilina)
- Horovce (Regiunea Košice)
- Horovce (Regiunea Trenčín)
- Horňa (Regiunea Košice)
- Horňany (Regiunea Trenčín)
- Hoste (Regiunea Trnava)
- Hostice (Regiunea Banská Bystrica)
- Hostie (Regiunea Nitra)
- Hostišovce (Regiunea Banská Bystrica)
- Hostovice (Regiunea Prešov)
- Hosťovce (Regiunea Nitra)
- Hosťovce (Regiunea Košice)
- Hosťová (Regiunea Nitra)
- Hozelec (Regiunea Prešov)
- Hrabičov (Regiunea Banská Bystrica)
- Hrabkov (Regiunea Prešov)
- Hrabovec (Regiunea Prešov)
- Hrabovec nad Laborcom (Regiunea Prešov)
- Hrabovka (Regiunea Trenčín)
- Hrabová Roztoka (Regiunea Prešov)
- Hrabovčík (Regiunea Prešov)
- Hrabské (Regiunea Prešov)
- Hrabušice (Regiunea Košice)
- Hrachovište (Regiunea Trenčín)
- Hrachovo (Regiunea Banská Bystrica)
- Hradisko (Regiunea Prešov)
- Hradište (Regiunea Trenčín)
- Hradište (Regiunea Banská Bystrica)
- Hradište pod Vrátnom (Regiunea Trnava)
- Hraničné (Regiunea Prešov)
- Hranovnica (Regiunea Prešov)
- Hraň (Regiunea Košice)
- Hrašné (Regiunea Trenčín)
- Hrašovík (Regiunea Košice)
- Hrhov (Regiunea Košice)
- Hriadky (Regiunea Košice)
- Hričovské Podhradie (Regiunea Žilina)
- Hriňová (Regiunea Banská Bystrica)
- Hrišovce (Regiunea Košice)
- Hrkovce (Regiunea Nitra)
- Hrlica (Regiunea Banská Bystrica)
- Hrnčiarovce nad Parnou (Regiunea Trnava)
- Hrnčiarska Ves (Regiunea Banská Bystrica)
- Hrnčiarske Zalužany (Regiunea Banská Bystrica)
- Hrochoť (Regiunea Banská Bystrica)
- Hromoš (Regiunea Prešov)
- Hronec (Regiunea Banská Bystrica)
- Hronovce (Regiunea Nitra)
- Hronsek (Regiunea Banská Bystrica)
- Hronská Breznica (Regiunea Banská Bystrica)
- Hronská Dúbrava (Regiunea Banská Bystrica)
- Hronské Kosihy (Regiunea Nitra)
- Hronské Kľačany (Regiunea Nitra)
- Hronský Beňadik (Regiunea Banská Bystrica)
- Hrubov (Regiunea Prešov)
- Hruboňovo (Regiunea Nitra)
- Hrubá Borša (Regiunea Bratislava)
- Hrubý Šúr (Regiunea Bratislava)
- Hrušov (Regiunea Košice)
- Hrušov (Regiunea Banská Bystrica)
- Hrušovany (Regiunea Nitra)
- Hrušovo (Regiunea Banská Bystrica)
- Hruštín (Regiunea Žilina)
- Hrádok (Regiunea Trenčín)
- Hrčeľ (Regiunea Košice)
- Hubice (Regiunea Trnava)
- Hubina (Regiunea Trnava)
- Hubovo (Regiunea Banská Bystrica)
- Hubová (Regiunea Žilina)
- Hubošovce (Regiunea Prešov)
- Hucín (Regiunea Banská Bystrica)
- Hudcovce (Regiunea Prešov)
- Hul (Regiunea Nitra)
- Humenné (Regiunea Prešov)
- Huncovce (Regiunea Prešov)
- Hunkovce (Regiunea Prešov)
- Hurbanova Ves (Regiunea Bratislava)
- Hurbanovo (Regiunea Nitra)
- Husiná (Regiunea Banská Bystrica)
- Husák (Regiunea Košice)
- Hutka (Regiunea Prešov)
- Huty (Regiunea Žilina)
- Hviezdoslavov (Regiunea Trnava)
- Hvozdnica (Regiunea Žilina)
- Hybe (Regiunea Žilina)
- Háj (Regiunea Košice)
- Háj (Regiunea Žilina)
- Hájske (Regiunea Nitra)
- Hôrka (Regiunea Prešov)
- Hôrka nad Váhom (Regiunea Trenčín)
- Hôrky (Regiunea Žilina)
- Hýľov (Regiunea Košice)
- Igram (Regiunea Bratislava)
- Ihráč (Regiunea Banská Bystrica)
- Ihľany (Regiunea Prešov)
- Ilava (Regiunea Trenčín)
- Iliašovce (Regiunea Košice)
- Ilija (Regiunea Banská Bystrica)
- Imeľ (Regiunea Nitra)
- Inovce (Regiunea Košice)
- Ipeľské Predmostie (Regiunea Banská Bystrica)
- Ipeľské Úľany (Regiunea Nitra)
- Ipeľský Sokolec (Regiunea Nitra)
- Istebné (Regiunea Žilina)
- Ivachnová (Regiunea Žilina)
- Ivanice (Regiunea Banská Bystrica)
- Ivanka pri Dunaji (Regiunea Bratislava)
- Ivanka pri Nitre (Regiunea Nitra)
- Ivanovce (Regiunea Trenčín)
- Ivančiná (Regiunea Žilina)
- Iňa (Regiunea Nitra)
- Iňačovce (Regiunea Košice)
- Iža (Regiunea Nitra)
- Ižipovce (Regiunea Žilina)
- Ižkovce (Regiunea Košice)
- Jablonec (Regiunea Bratislava)
- Jablonica (Regiunea Trnava)
- Jablonka (Regiunea Trenčín)
- Jablonov (Regiunea Prešov)
- Jablonov nad Turňou (Regiunea Košice)
- Jablonové (Regiunea Bratislava)
- Jablonové (Regiunea Žilina)
- Jabloň (Regiunea Prešov)
- Jabloňovce (Regiunea Nitra)
- Jacovce (Regiunea Nitra)
- Jahodná (Regiunea Trnava)
- Jaklovce (Regiunea Košice)
- Jakovany (Regiunea Prešov)
- Jakubany (Regiunea Prešov)
- Jakubov (Regiunea Bratislava)
- Jakubova Voľa (Regiunea Prešov)
- Jakubovany (Regiunea Žilina)
- Jakubovany (Regiunea Prešov)
- Jakušovce (Regiunea Prešov)
- Jalovec (Regiunea Žilina)
- Jalovec (Regiunea Trenčín)
- Jalová (Regiunea Prešov)
- Jalšové (Regiunea Trnava)
- Jalšovík (Regiunea Banská Bystrica)
- Jamník (Regiunea Žilina)
- Jamník (Regiunea Košice)
- Janice (Regiunea Banská Bystrica)
- Jankovce (Regiunea Prešov)
- Janov (Regiunea Prešov)
- Janova Lehota (Regiunea Banská Bystrica)
- Janovce (Regiunea Prešov)
- Janovík (Regiunea Prešov)
- Janík (Regiunea Košice)
- Janíky (Regiunea Trnava)
- Jarabina (Regiunea Prešov)
- Jarabá (Regiunea Banská Bystrica)
- Jarok (Regiunea Nitra)
- Jarovnice (Regiunea Prešov)
- Jasenica (Regiunea Trenčín)
- Jasenie (Regiunea Banská Bystrica)
- Jasenov (Regiunea Prešov)
- Jasenov (Regiunea Košice)
- Jasenovce (Regiunea Prešov)
- Jasenovo (Regiunea Žilina)
- Jasenová (Regiunea Žilina)
- Jasenové (Regiunea Žilina)
- Jaslovské Bohunice (Regiunea Trnava)
- Jasov (Regiunea Košice)
- Jasová (Regiunea Nitra)
- Jastrabie nad Topľou (Regiunea Prešov)
- Jastrabie pri Michalovciach (Regiunea Košice)
- Jastrabá (Regiunea Banská Bystrica)
- Jatov (Regiunea Nitra)
- Javorina (Regiunea Prešov)
- Jazernica (Regiunea Žilina)
- Jedlinka (Regiunea Prešov)
- Jedľové Kostoľany (Regiunea Nitra)
- Jelenec (Regiunea Nitra)
- Jelka (Regiunea Trnava)
- Jelšava (Regiunea Banská Bystrica)
- Jelšovce (Regiunea Nitra)
- Jelšovec (Regiunea Banská Bystrica)
- Jenkovce (Regiunea Košice)
- Jesenské (Regiunea Nitra)
- Jesenské (Regiunea Banská Bystrica)
- Jestice (Regiunea Banská Bystrica)
- Jezersko (Regiunea Prešov)
- Ješkova Ves (Regiunea Trenčín)
- Jovice (Regiunea Košice)
- Jovsa (Regiunea Košice)
- Jur nad Hronom (Regiunea Nitra)
- Jurkova Voľa (Regiunea Prešov)
- Jurová (Regiunea Trnava)
- Jurské (Regiunea Prešov)
- Juskova Voľa (Regiunea Prešov)
- Jánovce (Regiunea Trnava)
- Jánovce (Regiunea Prešov)
- Kajal (Regiunea Trnava)
- Kalameny (Regiunea Žilina)
- Kalinkovo (Regiunea Bratislava)
- Kalinov (Regiunea Prešov)
- Kalinovo (Regiunea Banská Bystrica)
- Kalnište (Regiunea Prešov)
- Kalná Roztoka (Regiunea Prešov)
- Kalná nad Hronom (Regiunea Nitra)
- Kalonda (Regiunea Banská Bystrica)
- Kaloša (Regiunea Banská Bystrica)
- Kaluža (Regiunea Košice)
- Kalša (Regiunea Košice)
- Kamanová (Regiunea Nitra)
- Kamenec pod Vtáčnikom (Regiunea Trenčín)
- Kamenica (Regiunea Prešov)
- Kamenica nad Cirochou (Regiunea Prešov)
- Kamenica nad Hronom (Regiunea Nitra)
- Kameničany (Regiunea Trenčín)
- Kameničná (Regiunea Nitra)
- Kamenná Poruba (Regiunea Prešov)
- Kamenná Poruba (Regiunea Žilina)
- Kamenné Kosihy (Regiunea Banská Bystrica)
- Kamenný Most (Regiunea Nitra)
- Kamenín (Regiunea Nitra)
- Kameňany (Regiunea Banská Bystrica)
- Kamienka (Regiunea Prešov)
- Kamienka (Regiunea Prešov)
- Kanianka (Regiunea Trenčín)
- Kapince (Regiunea Nitra)
- Kapišová (Regiunea Prešov)
- Kaplna (Regiunea Bratislava)
- Kapušany (Regiunea Prešov)
- Kapušianske Kľačany (Regiunea Košice)
- Karlová (Regiunea Žilina)
- Karná (Regiunea Prešov)
- Kazimír (Regiunea Košice)
- Kačanov (Regiunea Košice)
- Kaľamenová (Regiunea Žilina)
- Kaľava (Regiunea Košice)
- Kašov (Regiunea Košice)
- Kecerovce (Regiunea Košice)
- Kecerovský Lipovec (Regiunea Košice)
- Kechnec (Regiunea Košice)
- Kendice (Regiunea Prešov)
- Kesovce (Regiunea Banská Bystrica)
- Kečkovce (Regiunea Prešov)
- Kečovo (Regiunea Košice)
- Keť (Regiunea Nitra)
- Kežmarok (Regiunea Prešov)
- Kiarov (Regiunea Banská Bystrica)
- Kladzany (Regiunea Prešov)
- Klasov (Regiunea Nitra)
- Klenov (Regiunea Prešov)
- Klenovec (Regiunea Banská Bystrica)
- Klenová (Regiunea Prešov)
- Kleňany (Regiunea Banská Bystrica)
- Klieština (Regiunea Trenčín)
- Klin (Regiunea Žilina)
- Klin nad Bodrogom (Regiunea Košice)
- Klokoč (Regiunea Banská Bystrica)
- Klokočov (Regiunea Košice)
- Klokočov (Regiunea Žilina)
- Klubina (Regiunea Žilina)
- Kluknava (Regiunea Košice)
- Klátova Nová Ves (Regiunea Trenčín)
- Kláštor pod Znievom (Regiunea Žilina)
- Klížska Nemá (Regiunea Nitra)
- Klčov (Regiunea Prešov)
- Kmeťovo (Regiunea Nitra)
- Kobeliarovo (Regiunea Košice)
- Kobylnice (Regiunea Prešov)
- Kobyly (Regiunea Prešov)
- Koceľovce (Regiunea Košice)
- Kochanovce (Regiunea Prešov)
- Kochanovce (Regiunea Prešov)
- Kociha (Regiunea Banská Bystrica)
- Kocurany (Regiunea Trenčín)
- Kojatice (Regiunea Prešov)
- Kojšov (Regiunea Košice)
- Kokava nad Rimavicou (Regiunea Banská Bystrica)
- Kokošovce (Regiunea Prešov)
- Kokšov-Bakša (Regiunea Košice)
- Kolačkov (Regiunea Prešov)
- Kolačno (Regiunea Trenčín)
- Kolbasov (Regiunea Prešov)
- Kolbovce (Regiunea Prešov)
- Kolibabovce (Regiunea Košice)
- Kolinovce (Regiunea Košice)
- Kolonica (Regiunea Prešov)
- Kolta (Regiunea Nitra)
- Koláre (Regiunea Banská Bystrica)
- Kolárovice (Regiunea Žilina)
- Kolárovo (Regiunea Nitra)
- Kolíňany (Regiunea Nitra)
- Komjatice (Regiunea Nitra)
- Komjatná (Regiunea Žilina)
- Komoča (Regiunea Nitra)
- Komárany (Regiunea Prešov)
- Komárno (Regiunea Nitra)
- Komárov (Regiunea Prešov)
- Komárovce (Regiunea Košice)
- Koniarovce (Regiunea Nitra)
- Konrádovce (Regiunea Banská Bystrica)
- Konská (Regiunea Žilina)
- Konská (Regiunea Žilina)
- Kopernica (Regiunea Banská Bystrica)
- Koplotovce (Regiunea Trnava)
- Koprivnica (Regiunea Prešov)
- Kopčany (Regiunea Trnava)
- Kordíky (Regiunea Banská Bystrica)
- Korejovce (Regiunea Prešov)
- Koromľa (Regiunea Košice)
- Korunková (Regiunea Prešov)
- Korytné (Regiunea Prešov)
- Korytárky (Regiunea Banská Bystrica)
- Korňa (Regiunea Žilina)
- Kosihovce (Regiunea Banská Bystrica)
- Kosihy nad Ipľom (Regiunea Banská Bystrica)
- Kosorín (Regiunea Banská Bystrica)
- Kostolec (Regiunea Trenčín)
- Kostolište (Regiunea Bratislava)
- Kostolná Ves (Regiunea Trenčín)
- Kostolná pri Dunaji (Regiunea Bratislava)
- Kostolná-Záriečie (Regiunea Trenčín)
- Kostolné (Regiunea Trenčín)
- Kostolné Kračany (Regiunea Trnava)
- Kostoľany nad Hornádom (Regiunea Košice)
- Kostoľany pod Tribečom (Regiunea Nitra)
- Kotešová (Regiunea Žilina)
- Kotmanová (Regiunea Banská Bystrica)
- Kotrčiná Lúčka (Regiunea Žilina)
- Kovarce (Regiunea Nitra)
- Koválov (Regiunea Trnava)
- Koválovec (Regiunea Trnava)
- Kováčovce (Regiunea Banská Bystrica)
- Kováčová (Regiunea Košice)
- Kováčová (Regiunea Banská Bystrica)
- Kozelník (Regiunea Banská Bystrica)
- Kozárovce (Regiunea Nitra)
- Kozí Vrbovok (Regiunea Banská Bystrica)
- Kočovce (Regiunea Trenčín)
- Kočín-Lančár (Regiunea Trnava)
- Koňuš (Regiunea Košice)
- Koš (Regiunea Trenčín)
- Košariská (Regiunea Trenčín)
- Košarovce (Regiunea Prešov)
- Košeca (Regiunea Trenčín)
- Košecké Podhradie (Regiunea Trenčín)
- Cașovia (Slovacia)
- Košická Belá (Regiunea Košice)
- Košická Polianka (Regiunea Košice)
- Košické Oľšany (Regiunea Košice)
- Košický Klečenov (Regiunea Košice)
- Koškovce (Regiunea Prešov)
- Košolná (Regiunea Trnava)
- Košúty (Regiunea Trnava)
- Košťany nad Turcom (Regiunea Žilina)
- Kožany (Regiunea Prešov)
- Kožuchov (Regiunea Košice)
- Kožuchovce (Regiunea Prešov)
- Krahule (Regiunea Banská Bystrica)
- Krajná Bystrá (Regiunea Prešov)
- Krajná Porúbka (Regiunea Prešov)
- Krajná Poľana (Regiunea Prešov)
- Krajné (Regiunea Trenčín)
- Krajné Čierno (Regiunea Prešov)
- Krakovany (Regiunea Trnava)
- Kraskovo (Regiunea Banská Bystrica)
- Krasňany (Regiunea Žilina)
- Kravany (Regiunea Košice)
- Kravany (Regiunea Prešov)
- Kravany nad Dunajom (Regiunea Nitra)
- Kračúnovce (Regiunea Prešov)
- Kraľovany (Regiunea Žilina)
- Kremnica (Regiunea Banská Bystrica)
- Kremnické Bane (Regiunea Banská Bystrica)
- Kremná (Regiunea Prešov)
- Kristy (Regiunea Košice)
- Krivany (Regiunea Prešov)
- Krivoklát (Regiunea Trenčín)
- Krivosúd-Bodovka (Regiunea Trenčín)
- Krivá (Regiunea Žilina)
- Kriváň (Regiunea Banská Bystrica)
- Krivé (Regiunea Prešov)
- Krišovská Liesková (Regiunea Košice)
- Krišľovce (Regiunea Prešov)
- Križovany nad Dudváhom (Regiunea Trnava)
- Krná (Regiunea Banská Bystrica)
- Krnča (Regiunea Nitra)
- Krokava (Regiunea Banská Bystrica)
- Krompachy (Regiunea Košice)
- Krpeľany (Regiunea Žilina)
- Krtovce (Regiunea Nitra)
- Krupina (Regiunea Banská Bystrica)
- Kručov (Regiunea Prešov)
- Krušetnica (Regiunea Žilina)
- Krušinec (Regiunea Prešov)
- Krušovce (Regiunea Nitra)
- Kružlov (Regiunea Prešov)
- Kružlová (Regiunea Prešov)
- Kružno (Regiunea Banská Bystrica)
- Kružná (Regiunea Košice)
- Králiky (Regiunea Banská Bystrica)
- Krásna Lúka (Regiunea Prešov)
- Krásna Ves (Regiunea Trenčín)
- Krásno (Regiunea Trenčín)
- Krásno nad Kysucou (Regiunea Žilina)
- Krásnohorská Dlhá Lúka (Regiunea Košice)
- Krásnohorské Podhradie (Regiunea Košice)
- Krásnovce (Regiunea Košice)
- Krásny Brod (Regiunea Prešov)
- Kráľ (Regiunea Banská Bystrica)
- Kráľov Brod (Regiunea Trnava)
- Kráľova Lehota (Regiunea Žilina)
- Kráľovce (Regiunea Košice)
- Kráľovce-Krnišov (Regiunea Banská Bystrica)
- Kráľovičove Kračany (Regiunea Trnava)
- Kráľovský Chlmec (Regiunea Košice)
- Kráľová nad Váhom (Regiunea Nitra)
- Kráľová pri Senci (Regiunea Bratislava)
- Kríže (Regiunea Prešov)
- Krížovany (Regiunea Prešov)
- Krížová Ves (Regiunea Prešov)
- Krčava (Regiunea Košice)
- Krškany (Regiunea Nitra)
- Kubáňovo (Regiunea Nitra)
- Kuchyňa (Regiunea Bratislava)
- Kuklov (Regiunea Trnava)
- Kuková (Regiunea Prešov)
- Kukučínov (Regiunea Nitra)
- Kunerad (Regiunea Žilina)
- Kunešov (Regiunea Banská Bystrica)
- Kunova Teplica (Regiunea Košice)
- Kuraľany (Regiunea Nitra)
- Kurima (Regiunea Prešov)
- Kurimany (Regiunea Prešov)
- Kurimka (Regiunea Prešov)
- Kurov (Regiunea Prešov)
- Kusín (Regiunea Košice)
- Kuzmice (Regiunea Nitra)
- Kuzmice (Regiunea Košice)
- Kučín (Regiunea Prešov)
- Kučín (Regiunea Prešov)
- Kvakovce (Regiunea Prešov)
- Kvačany (Regiunea Žilina)
- Kvačany (Regiunea Prešov)
- Kvašov (Regiunea Trenčín)
- Kvetoslavov (Regiunea Trnava)
- Kyjatice (Regiunea Banská Bystrica)
- Kyjov (Regiunea Prešov)
- Kynceľová (Regiunea Banská Bystrica)
- Kysak (Regiunea Košice)
- Kyselica (Regiunea Trnava)
- Kysta (Regiunea Košice)
- Kysucké Nové Mesto (Regiunea Žilina)
- Kysucký Lieskovec (Regiunea Žilina)
- Kálnica (Regiunea Trenčín)
- Kátlovce (Regiunea Trnava)
- Kátov (Regiunea Trnava)
- Kútniky (Regiunea Trnava)
- Kúty (Regiunea Trnava)
- Kľak (Regiunea Banská Bystrica)
- Kľačany (Regiunea Trnava)
- Kľače (Regiunea Žilina)
- Kľačno (Regiunea Trenčín)
- Kľušov (Regiunea Prešov)
- Kľúčovec (Regiunea Trnava)
- Kšinná (Regiunea Trenčín)
- Lackov (Regiunea Banská Bystrica)
- Lackovce (Regiunea Prešov)
- Lacková (Regiunea Prešov)
- Lada (Regiunea Prešov)
- Ladce (Regiunea Trenčín)
- Ladice (Regiunea Nitra)
- Ladmovce (Regiunea Košice)
- Ladomerská Vieska (Regiunea Banská Bystrica)
- Ladomirov (Regiunea Prešov)
- Ladomirová (Regiunea Prešov)
- Ladzany (Regiunea Banská Bystrica)
- Lakšárska Nová Ves (Regiunea Trnava)
- Lascov (Regiunea Prešov)
- Laskár (Regiunea Žilina)
- Lastomír (Regiunea Košice)
- Lastovce (Regiunea Košice)
- Lazany (Regiunea Trenčín)
- Lazisko (Regiunea Žilina)
- Lazy pod Makytou (Regiunea Trenčín)
- Laškovce (Regiunea Košice)
- Lažany (Regiunea Prešov)
- Lechnica (Regiunea Prešov)
- Lednica (Regiunea Trenčín)
- Lednické Rovne (Regiunea Trenčín)
- Legnava (Regiunea Prešov)
- Lehnice (Regiunea Trnava)
- Lehota (Regiunea Nitra)
- Lehota nad Rimavicou (Regiunea Banská Bystrica)
- Lehota pod Vtáčnikom (Regiunea Trenčín)
- Lehôtka (Regiunea Banská Bystrica)
- Lehôtka pod Brehmi (Regiunea Banská Bystrica)
- Lekárovce (Regiunea Košice)
- Leles (Regiunea Košice)
- Lemešany (Regiunea Prešov)
- Lenartov (Regiunea Prešov)
- Lenartovce (Regiunea Banská Bystrica)
- Lendak (Regiunea Prešov)
- Lenka (Regiunea Banská Bystrica)
- Lentvora (Regiunea Banská Bystrica)
- Leopoldov (Regiunea Trnava)
- Lesenice (Regiunea Banská Bystrica)
- Lesnica (Regiunea Prešov)
- Lesné (Regiunea Košice)
- Lesíček (Regiunea Prešov)
- Letanovce (Regiunea Košice)
- Letničie (Regiunea Trnava)
- Levice (Regiunea Nitra)
- Levkuška (Regiunea Banská Bystrica)
- Levoča (Regiunea Prešov)
- Leváre (Regiunea Banská Bystrica)
- Leľa (Regiunea Nitra)
- Leštiny (Regiunea Žilina)
- Lešť (Regiunea Banská Bystrica)
- Ležiachov (Regiunea Žilina)
- Libichava (Regiunea Trenčín)
- Licince (Regiunea Banská Bystrica)
- Liesek (Regiunea Žilina)
- Lieskovany (Regiunea Košice)
- Lieskovec (Regiunea Prešov)
- Lieskovec (Regiunea Banská Bystrica)
- Lietava (Regiunea Žilina)
- Lietavská Lúčka (Regiunea Žilina)
- Lietavská Svinná-Babkov (Regiunea Žilina)
- Liešno (Regiunea Žilina)
- Liešťany (Regiunea Trenčín)
- Likavka (Regiunea Žilina)
- Limbach (Regiunea Bratislava)
- Lipany (Regiunea Prešov)
- Lipník (Regiunea Trenčín)
- Lipníky (Regiunea Prešov)
- Lipovany (Regiunea Banská Bystrica)
- Lipovce (Regiunea Prešov)
- Lipovec (Regiunea Žilina)
- Lipovec (Regiunea Banská Bystrica)
- Lipovník (Regiunea Nitra)
- Lipovník (Regiunea Košice)
- Lipová (Regiunea Prešov)
- Lipová (Regiunea Nitra)
- Lipové (Regiunea Nitra)
- Liptovská Anna (Regiunea Žilina)
- Liptovská Kokava (Regiunea Žilina)
- Liptovská Lúžna (Regiunea Žilina)
- Liptovská Osada (Regiunea Žilina)
- Liptovská Porúbka (Regiunea Žilina)
- Liptovská Sielnica (Regiunea Žilina)
- Liptovská Teplička (Regiunea Prešov)
- Liptovská Teplá (Regiunea Žilina)
- Liptovská Štiavnica (Regiunea Žilina)
- Liptovské Beharovce (Regiunea Žilina)
- Liptovské Kľačany (Regiunea Žilina)
- Liptovské Matiašovce (Regiunea Žilina)
- Liptovské Revúce (Regiunea Žilina)
- Liptovské Sliače (Regiunea Žilina)
- Liptovský Hrádok (Regiunea Žilina)
- Liptovský Ján (Regiunea Žilina)
- Liptovský Michal (Regiunea Žilina)
- Liptovský Mikuláš (Regiunea Žilina)
- Liptovský Ondrej (Regiunea Žilina)
- Liptovský Peter (Regiunea Žilina)
- Liptovský Trnovec (Regiunea Žilina)
- Lisková (Regiunea Žilina)
- Litava (Regiunea Banská Bystrica)
- Litmanová (Regiunea Prešov)
- Livina (Regiunea Trenčín)
- Livinské Opatovce (Regiunea Trenčín)
- Livov (Regiunea Prešov)
- Livovská Huta (Regiunea Prešov)
- Ličartovce (Regiunea Prešov)
- Lišov (Regiunea Banská Bystrica)
- Lodno (Regiunea Žilina)
- Lok (Regiunea Nitra)
- Lokca (Regiunea Žilina)
- Lom nad Rimavicou (Regiunea Banská Bystrica)
- Lomnička (Regiunea Prešov)
- Lomná (Regiunea Žilina)
- Lomné (Regiunea Prešov)
- Lontov (Regiunea Nitra)
- Lopašov (Regiunea Trnava)
- Lopušné Pažite (Regiunea Žilina)
- Lopúchov (Regiunea Prešov)
- Lovce (Regiunea Nitra)
- Lovinobaňa (Regiunea Banská Bystrica)
- Lovča (Regiunea Banská Bystrica)
- Lovčica-Trubín (Regiunea Banská Bystrica)
- Lozorno (Regiunea Bratislava)
- Lošonec (Regiunea Trnava)
- Ložín (Regiunea Košice)
- Lubeník (Regiunea Banská Bystrica)
- Lubina (Regiunea Trenčín)
- Ludanice (Regiunea Nitra)
- Ludrová (Regiunea Žilina)
- Luhyňa (Regiunea Košice)
- Lukavica (Regiunea Prešov)
- Lukavica (Regiunea Banská Bystrica)
- Lukačovce (Regiunea Prešov)
- Lukov (Regiunea Prešov)
- Lukovištia (Regiunea Banská Bystrica)
- Lukáčovce (Regiunea Nitra)
- Lula (Regiunea Nitra)
- Lupoč (Regiunea Banská Bystrica)
- Lutila (Regiunea Banská Bystrica)
- Lutiše (Regiunea Žilina)
- Lučatín (Regiunea Banská Bystrica)
- Lučenec (Regiunea Banská Bystrica)
- Lučivná (Regiunea Prešov)
- Lužany (Regiunea Nitra)
- Lužany pri Topli (Regiunea Prešov)
- Lužianky (Regiunea Nitra)
- Lysica (Regiunea Žilina)
- Lysá pod Makytou (Regiunea Trenčín)
- Láb (Regiunea Bratislava)
- Látky (Regiunea Banská Bystrica)
- Lúka (Regiunea Trenčín)
- Lúky (Regiunea Trenčín)
- Lúč na Ostrove (Regiunea Trnava)
- Lúčina (Regiunea Prešov)
- Lúčka (Regiunea Prešov)
- Lúčka (Regiunea Košice)
- Lúčka (Regiunea Prešov)
- Lúčka (Regiunea Prešov)
- Lúčky (Regiunea Košice)
- Lúčky (Regiunea Žilina)
- Lúčky (Regiunea Banská Bystrica)
- Lúčnica nad Žitavou (Regiunea Nitra)
- Ľubeľa (Regiunea Žilina)
- Ľubica (Regiunea Prešov)
- Ľubietová (Regiunea Banská Bystrica)
- Ľubiša (Regiunea Prešov)
- Ľubochňa (Regiunea Žilina)
- Ľuboreč (Regiunea Banská Bystrica)
- Ľuboriečka (Regiunea Banská Bystrica)
- Ľubotice (Regiunea Prešov)
- Ľubotín (Regiunea Prešov)
- Ľubovec (Regiunea Prešov)
- Ľubá (Regiunea Nitra)
- Ľudovítová (Regiunea Nitra)
- Ľutina (Regiunea Prešov)
- Ľutov (Regiunea Trenčín)
- Machulince (Regiunea Nitra)
- Macov (Regiunea Trnava)
- Mad (Regiunea Trnava)
- Madunice (Regiunea Trnava)
- Magnezitovce (Regiunea Banská Bystrica)
- Majcichov (Regiunea Trnava)
- Majere (Regiunea Prešov)
- Majerovce (Regiunea Prešov)
- Makov (Regiunea Žilina)
- Makovce (Regiunea Prešov)
- Malachov (Regiunea Banská Bystrica)
- Malacky (Regiunea Bratislava)
- Malatiná (Regiunea Žilina)
- Malatíny (Regiunea Žilina)
- Malcov (Regiunea Prešov)
- Malinovo (Regiunea Bratislava)
- Malinová (Regiunea Trenčín)
- Malužiná (Regiunea Žilina)
- Malá Domaša (Regiunea Prešov)
- Malá Franková (Regiunea Prešov)
- Malá Hradná (Regiunea Trenčín)
- Malá Ida (Regiunea Košice)
- Malá Lehota (Regiunea Banská Bystrica)
- Malá Lodina (Regiunea Košice)
- Malá Mača (Regiunea Trnava)
- Malá Poľana (Regiunea Prešov)
- Malá Tŕňa (Regiunea Košice)
- Malá nad Hronom (Regiunea Nitra)
- Malá Čalomija (Regiunea Banská Bystrica)
- Malá Čausa (Regiunea Trenčín)
- Malá Čierna (Regiunea Žilina)
- Malé Borové (Regiunea Žilina)
- Malé Chyndice (Regiunea Nitra)
- Malé Dvorníky (Regiunea Trnava)
- Malé Hoste (Regiunea Trenčín)
- Malé Kosihy (Regiunea Nitra)
- Malé Kozmálovce (Regiunea Nitra)
- Malé Kršteňany (Regiunea Trenčín)
- Malé Lednice (Regiunea Trenčín)
- Malé Leváre (Regiunea Bratislava)
- Malé Ludince (Regiunea Nitra)
- Malé Ozorovce (Regiunea Košice)
- Malé Raškovce (Regiunea Košice)
- Malé Ripňany (Regiunea Nitra)
- Malé Straciny (Regiunea Banská Bystrica)
- Malé Trakany (Regiunea Košice)
- Malé Uherce (Regiunea Trenčín)
- Malé Vozokany (Regiunea Nitra)
- Malé Zlievce (Regiunea Banská Bystrica)
- Malé Zálužie (Regiunea Nitra)
- Malý Cetín (Regiunea Nitra)
- Malý Horeš (Regiunea Košice)
- Malý Kamenec (Regiunea Košice)
- Malý Krtíš (Regiunea Banská Bystrica)
- Malý Lapáš (Regiunea Nitra)
- Malý Lipník (Regiunea Prešov)
- Malý Slavkov (Regiunea Prešov)
- Malý Slivník (Regiunea Prešov)
- Malý Čepčín (Regiunea Žilina)
- Malý Šariš (Regiunea Prešov)
- Malčice (Regiunea Košice)
- Malženice (Regiunea Trnava)
- Mankovce (Regiunea Nitra)
- Marcelová (Regiunea Nitra)
- Margecany (Regiunea Košice)
- Marhaň (Regiunea Prešov)
- Marianka (Regiunea Bratislava)
- Markovce (Regiunea Košice)
- Markuška (Regiunea Košice)
- Markušovce (Regiunea Košice)
- Martin (Regiunea Žilina)
- Martin nad Žitavou (Regiunea Nitra)
- Martinová (Regiunea Banská Bystrica)
- Martinček (Regiunea Žilina)
- Martovce (Regiunea Nitra)
- Maršová-Rašov (Regiunea Žilina)
- Matejovce nad Hornádom (Regiunea Košice)
- Matiaška (Regiunea Prešov)
- Matiašovce (Regiunea Prešov)
- Matovce (Regiunea Prešov)
- Matysová (Regiunea Prešov)
- Matúškovo (Regiunea Trnava)
- Maňa (Regiunea Nitra)
- Maškovce (Regiunea Prešov)
- Mašková (Regiunea Banská Bystrica)
- Maťovské Vojkovce (Regiunea Košice)
- Medovarce (Regiunea Banská Bystrica)
- Medvedie (Regiunea Prešov)
- Medveďov (Regiunea Trnava)
- Medzany (Regiunea Prešov)
- Medzev (Regiunea Košice)
- Medzianky (Regiunea Prešov)
- Medzibrod (Regiunea Banská Bystrica)
- Medzibrodie nad Oravou (Regiunea Žilina)
- Medzihradné (Dolný Kubín)
- Medzilaborce (Regiunea Prešov)
- Melek (Regiunea Nitra)
- Meliata (Regiunea Košice)
- Melčice-Lieskové (Regiunea Trenčín)
- Mengusovce (Regiunea Prešov)
- Merašice (Regiunea Trnava)
- Merník (Regiunea Prešov)
- Mestečko (Regiunea Trenčín)
- Mestisko (Regiunea Prešov)
- Michajlov (Regiunea Prešov)
- Michal na Ostrove (Regiunea Trnava)
- Michal nad Žitavou (Regiunea Nitra)
- Michalková (Regiunea Banská Bystrica)
- Michalok (Regiunea Prešov)
- Michalovce (Regiunea Košice)
- Michalová (Regiunea Banská Bystrica)
- Michaľany (Regiunea Košice)
- Mierovo (Regiunea Trnava)
- Miezgovce (Regiunea Trenčín)
- Miklušovce (Regiunea Prešov)
- Miková (Regiunea Prešov)
- Mikulášová (Regiunea Prešov)
- Mikušovce (Regiunea Trenčín)
- Mikušovce (Regiunea Banská Bystrica)
- Milhosť (Regiunea Košice)
- Miloslavov (Regiunea Bratislava)
- Milpoš (Regiunea Prešov)
- Mirkovce (Regiunea Prešov)
- Miroľa (Regiunea Prešov)
- Mičakovce (Regiunea Prešov)
- Miňovce (Regiunea Prešov)
- Mlynica (Regiunea Prešov)
- Mlynky (Regiunea Košice)
- Mlynárovce (Regiunea Prešov)
- Mlynčeky (Regiunea Prešov)
- Mládzovo (Regiunea Banská Bystrica)
- Mníchova Lehota (Regiunea Trenčín)
- Mníšek nad Hnilcom (Regiunea Košice)
- Mníšek nad Popradom (Regiunea Prešov)
- Modra (Regiunea Bratislava)
- Modra nad Cirochou (Regiunea Prešov)
- Modrany (Regiunea Nitra)
- Modrovka (Regiunea Trenčín)
- Modrová (Regiunea Trenčín)
- Modrý Kameň (Regiunea Banská Bystrica)
- Mojmírovce (Regiunea Nitra)
- Mojtín (Regiunea Trenčín)
- Mojzesovo (Regiunea Nitra)
- Mojš (Regiunea Žilina)
- Mokrance (Regiunea Košice)
- Mokroluh (Regiunea Prešov)
- Mokrá Lúka (Regiunea Banská Bystrica)
- Mokrý Háj (Regiunea Trnava)
- Moldava nad Bodvou (Regiunea Košice)
- Moravany (Regiunea Košice)
- Moravany nad Váhom (Regiunea Trnava)
- Moravské Lieskové (Regiunea Trenčín)
- Moravský Svätý Ján (Regiunea Trnava)
- Most pri Bratislave (Regiunea Bratislava)
- Mostová (Regiunea Trnava)
- Motešice (Regiunea Trenčín)
- Motyčky (Regiunea Banská Bystrica)
- Moča (Regiunea Nitra)
- Močenok (Regiunea Nitra)
- Močiar (Regiunea Banská Bystrica)
- Moškovec (Regiunea Žilina)
- Mošovce (Regiunea Žilina)
- Moštenica (Regiunea Banská Bystrica)
- Mošurov (Regiunea Prešov)
- Mrázovce (Regiunea Prešov)
- Mudrovce (Regiunea Košice)
- Mudroňovo (Regiunea Nitra)
- Muránska Dlhá Lúka (Regiunea Banská Bystrica)
- Muránska Huta (Regiunea Banská Bystrica)
- Muránska Lehota (Regiunea Banská Bystrica)
- Muránska Zdychava (Regiunea Banská Bystrica)
- Muráň (Regiunea Banská Bystrica)
- Mučín (Regiunea Banská Bystrica)
- Muľa (Regiunea Banská Bystrica)
- Mužla (Regiunea Nitra)
- Myjava (Regiunea Trenčín)
- Myslina (Regiunea Prešov)
- Málaš (Regiunea Nitra)
- Málinec (Regiunea Banská Bystrica)
- Môlča (Regiunea Banská Bystrica)
- Mútne (Regiunea Žilina)
- Mýtna (Regiunea Banská Bystrica)
- Mýtne Ludany (Regiunea Nitra)
- Mýto pod Ďumbierom (Regiunea Banská Bystrica)
- Nacina Ves (Regiunea Košice)
- Nadlice (Regiunea Trenčín)
- Naháč (Regiunea Trnava)
- Nandraž (Regiunea Banská Bystrica)
- Nechválova Polianka (Regiunea Prešov)
- Necpaly (Regiunea Žilina)
- Nedanovce (Regiunea Trenčín)
- Nedašovce (Regiunea Trenčín)
- Neded (Regiunea Nitra)
- Nededza (Regiunea Žilina)
- Nedožery-Brezany (Regiunea Trenčín)
- Nemce (Regiunea Banská Bystrica)
- Nemcovce (Regiunea Prešov)
- Nemcovce (Regiunea Prešov)
- Nemecká (Regiunea Banská Bystrica)
- Nemečky (Regiunea Nitra)
- Nemešany (Regiunea Prešov)
- Nemčice (Regiunea Nitra)
- Nemčiňany (Regiunea Nitra)
- Nemšová (Regiunea Trenčín)
- Nenince (Regiunea Banská Bystrica)
- Neporadza (Regiunea Banská Bystrica)
- Neporadza (Regiunea Trenčín)
- Nesluša (Regiunea Žilina)
- Nesvady (Regiunea Nitra)
- Neverice (Regiunea Nitra)
- Nevidzany (Regiunea Trenčín)
- Nevidzany (Regiunea Nitra)
- Nevoľné (Regiunea Banská Bystrica)
- Nezbudská Lúčka (Regiunea Žilina)
- Nimnica (Regiunea Trenčín)
- Nitra (Regiunea Nitra)
- Nitra nad Ipľom (Regiunea Banská Bystrica)
- Nitrianska Blatnica (Regiunea Nitra)
- Nitrianska Streda (Regiunea Nitra)
- Nitrianske Hrnčiarovce (Regiunea Nitra)
- Nitrianske Pravno (Regiunea Trenčín)
- Nitrianske Rudno (Regiunea Trenčín)
- Nitrianske Sučany (Regiunea Trenčín)
- Nitrica (Regiunea Trenčín)
- Nižná (Regiunea Trnava)
- Nižná (Regiunea Žilina)
- Nižná Boca (Regiunea Žilina)
- Nižná Hutka (Regiunea Košice)
- Nižná Jablonka (Regiunea Prešov)
- Nižná Jedľová (Regiunea Prešov)
- Nižná Kamenica (Regiunea Košice)
- Nižná Myšľa (Regiunea Košice)
- Nižná Olšava (Regiunea Prešov)
- Nižná Pisaná (Regiunea Prešov)
- Nižná Polianka (Regiunea Prešov)
- Nižná Rybnica (Regiunea Košice)
- Nižná Sitnica (Regiunea Prešov)
- Nižná Slaná (Regiunea Košice)
- Nižná Voľa (Regiunea Prešov)
- Nižné Ladičkovce (Regiunea Prešov)
- Nižné Nemecké (Regiunea Košice)
- Nižné Repaše (Regiunea Prešov)
- Nižné Ružbachy (Regiunea Prešov)
- Nižný Hrabovec (Regiunea Prešov)
- Nižný Hrušov (Regiunea Prešov)
- Nižný Klátov (Regiunea Košice)
- Nižný Komárnik (Regiunea Prešov)
- Nižný Kručov (Regiunea Prešov)
- Nižný Lánec (Regiunea Košice)
- Nižný Mirošov (Regiunea Prešov)
- Nižný Orlík (Regiunea Prešov)
- Nižný Skálnik (Regiunea Banská Bystrica)
- Nižný Slavkov (Regiunea Prešov)
- Nižný Tvarožec (Regiunea Prešov)
- Nižný Čaj (Regiunea Košice)
- Nižný Žipov (Regiunea Košice)
- Nolčovo (Regiunea Žilina)
- Norovce (Regiunea Nitra)
- Novosad (Regiunea Košice)
- Novoť (Regiunea Žilina)
- Nová Baňa (Regiunea Banská Bystrica)
- Nová Bašta (Regiunea Banská Bystrica)
- Nová Bošáca (Regiunea Trenčín)
- Nová Bystrica (Regiunea Žilina)
- Nová Dedina (Regiunea Nitra)
- Nová Dedinka (Regiunea Bratislava)
- Nová Dubnica (Regiunea Trenčín)
- Nová Kelča (Regiunea Prešov)
- Nová Lehota (Regiunea Trenčín)
- Nová Lesná (Regiunea Prešov)
- Nová Polhora (Regiunea Košice)
- Nová Polianka (Regiunea Prešov)
- Nová Sedlica (Regiunea Prešov)
- Nová Ves (Regiunea Banská Bystrica)
- Nová Ves nad Váhom (Regiunea Trenčín)
- Nová Ves nad Žitavou (Regiunea Nitra)
- Nová Vieska (Regiunea Nitra)
- Nová Ľubovňa (Regiunea Prešov)
- Nováky (Regiunea Trenčín)
- Nováčany (Regiunea Košice)
- Nové Hony (Regiunea Banská Bystrica)
- Nové Mesto nad Váhom (Regiunea Trenčín)
- Nové Sady (Regiunea Nitra)
- Nové Zámky (Regiunea Nitra)
- Nový Ruskov (Regiunea Košice)
- Nový Salaš (Regiunea Košice)
- Nový Svet (Regiunea Bratislava)
- Nový Tekov (Regiunea Nitra)
- Nový Život (Regiunea Trnava)
- Nálepkovo (Regiunea Košice)
- Námestovo (Regiunea Žilina)
- Nána (Regiunea Nitra)
- Nýrovce (Regiunea Nitra)
- Ňagov (Regiunea Prešov)
- Ňárad (Regiunea Trnava)
- Obeckov (Regiunea Banská Bystrica)
- Obid (Regiunea Nitra)
- Obišovce (Regiunea Košice)
- Oborín (Regiunea Košice)
- Obručné (Regiunea Prešov)
- Obyce (Regiunea Nitra)
- Ochodnica (Regiunea Žilina)
- Ochtiná (Regiunea Košice)
- Odorín (Regiunea Košice)
- Ohrady (Regiunea Trnava)
- Ohradzany (Regiunea Prešov)
- Okoličná na Ostrove (Regiunea Nitra)
- Okoč (Regiunea Trnava)
- Okružná (Regiunea Prešov)
- Okrúhle (Regiunea Prešov)
- Olcnava (Regiunea Košice)
- Olejníkov (Regiunea Prešov)
- Olešná (Regiunea Žilina)
- Olováry (Regiunea Banská Bystrica)
- Olšovany (Regiunea Košice)
- Omastiná (Regiunea Trenčín)
- Omšenie (Regiunea Trenčín)
- Ondavka (Regiunea Prešov)
- Ondavské Matiašovce (Regiunea Prešov)
- Ondrašovce (Regiunea Prešov)
- Ondrašová (Regiunea Žilina)
- Ondrejovce (Regiunea Nitra)
- Opatovce (Regiunea Trenčín)
- Opatovce nad Nitrou (Regiunea Trenčín)
- Opatovská Nová Ves (Regiunea Banská Bystrica)
- Opava (Regiunea Banská Bystrica)
- Opiná (Regiunea Košice)
- Opoj (Regiunea Trnava)
- Oponice (Regiunea Nitra)
- Opátka (Regiunea Košice)
- Oravce (Regiunea Banská Bystrica)
- Oravská Jasenica (Regiunea Žilina)
- Oravská Lesná (Regiunea Žilina)
- Oravská Polhora (Regiunea Žilina)
- Oravská Poruba (Regiunea Žilina)
- Oravské Veselé (Regiunea Žilina)
- Oravský Biely Potok (Regiunea Žilina)
- Oravský Podzámok (Regiunea Žilina)
- Ordzovany (Regiunea Prešov)
- Orechová (Regiunea Košice)
- Orechová Potôň (Regiunea Trnava)
- Oreské (Regiunea Košice)
- Oreské (Regiunea Trnava)
- Orešany (Regiunea Nitra)
- Orlov (Regiunea Prešov)
- Orovnica (Regiunea Banská Bystrica)
- Ortuťová (Regiunea Prešov)
- Orávka (Regiunea Banská Bystrica)
- Osadné (Regiunea Prešov)
- Osikov (Regiunea Prešov)
- Oslany (Regiunea Trenčín)
- Osrblie (Regiunea Banská Bystrica)
- Ostrany (Rimavská Sobota)
- Ostratice (Regiunea Trenčín)
- Ostrov (Regiunea Trnava)
- Ostrov (Regiunea Košice)
- Ostrovany (Regiunea Prešov)
- Ostrá Lúka (Regiunea Banská Bystrica)
- Ostrý Grúň (Regiunea Banská Bystrica)
- Osturňa (Regiunea Prešov)
- Osuské (Regiunea Trnava)
- Osádka (Regiunea Žilina)
- Otrhánky (Regiunea Trenčín)
- Otročok (Regiunea Banská Bystrica)
- Ovčiarsko (Regiunea Žilina)
- Ovčie (Regiunea Prešov)
- Ozdín (Regiunea Banská Bystrica)
- Očkov (Regiunea Trenčín)
- Očová (Regiunea Banská Bystrica)
- Oľdza (Regiunea Trnava)
- Oľka (Regiunea Prešov)
- Oľšavce (Regiunea Prešov)
- Oľšavica (Regiunea Prešov)
- Oľšavka (Regiunea Košice)
- Oľšavka (Regiunea Prešov)
- Oľšinkov (Regiunea Prešov)
- Oľšov (Regiunea Prešov)
- Oščadnica (Regiunea Žilina)
- Ožďany (Regiunea Banská Bystrica)
- Padarovce (Regiunea Banská Bystrica)
- Padáň (Regiunea Trnava)
- Pakostov (Regiunea Prešov)
- Palota (Regiunea Prešov)
- Palárikovo (Regiunea Nitra)
- Palín (Regiunea Košice)
- Panické Dravce (Regiunea Banská Bystrica)
- Papradno (Regiunea Trenčín)
- Papín (Regiunea Prešov)
- Papča (obec) (Rimavská Sobota)
- Parchovany (Regiunea Košice)
- Parihuzovce (Regiunea Prešov)
- Partizánska Ľupča (Regiunea Žilina)
- Partizánske (Regiunea Trenčín)
- Pastovce (Regiunea Nitra)
- Pastuchov (Regiunea Trnava)
- Pata (Regiunea Trnava)
- Pataš (Regiunea Trnava)
- Patince (Regiunea Nitra)
- Pavlice (Regiunea Trnava)
- Pavlova Ves (Regiunea Žilina)
- Pavlovce (Regiunea Banská Bystrica)
- Pavlovce (Regiunea Prešov)
- Pavlovce nad Uhom (Regiunea Košice)
- Pavlová (Regiunea Nitra)
- Pavčina Lehota (Regiunea Žilina)
- Pavľany (Regiunea Prešov)
- Pača (Regiunea Košice)
- Paňa (Regiunea Nitra)
- Paňovce (Regiunea Košice)
- Pašková (Regiunea Košice)
- Paština Závada (Regiunea Žilina)
- Pažiť (Regiunea Trenčín)
- Peder (Regiunea Košice)
- Pernek (Regiunea Bratislava)
- Perín-Chym (Regiunea Košice)
- Petkovce (Regiunea Prešov)
- Petrikovce (Regiunea Košice)
- Petrova Lehota (Regiunea Trenčín)
- Petrova Ves (Regiunea Trnava)
- Petrovany (Regiunea Prešov)
- Petrovce (Regiunea Banská Bystrica)
- Petrovce (Regiunea Košice)
- Petrovce (Regiunea Prešov)
- Petrovce nad Laborcom (Regiunea Košice)
- Petrovice (Regiunea Žilina)
- Petrovo (Regiunea Košice)
- Petrová (Regiunea Prešov)
- Pezinok (Regiunea Bratislava)
- Pečenice (Regiunea Nitra)
- Pečeňady (Regiunea Trnava)
- Pečeňany (Regiunea Trenčín)
- Pečovská Nová Ves (Regiunea Prešov)
- Pichne (Regiunea Prešov)
- Piešťany (Regiunea Trnava)
- Pinciná (Regiunea Banská Bystrica)
- Pinkovce (Regiunea Košice)
- Piskorovce (Regiunea Prešov)
- Pitelová (Regiunea Banská Bystrica)
- Plavecké Podhradie (Regiunea Bratislava)
- Plavecký Mikuláš (Regiunea Bratislava)
- Plavecký Peter (Regiunea Trnava)
- Plavecký Štvrtok (Regiunea Bratislava)
- Plaveč (Regiunea Prešov)
- Plavnica (Regiunea Prešov)
- Plavé Vozokany (Regiunea Nitra)
- Plechotice (Regiunea Košice)
- Plevník-Drienové (Regiunea Trenčín)
- Pleš (Regiunea Banská Bystrica)
- Plešivec (Regiunea Košice)
- Pliešovce (Regiunea Banská Bystrica)
- Ploské (Regiunea Košice)
- Ploské (Regiunea Banská Bystrica)
- Plášťovce (Regiunea Nitra)
- Pobedim (Regiunea Trenčín)
- Pochabany (Regiunea Trenčín)
- Podbiel (Regiunea Žilina)
- Podbranč (Regiunea Trnava)
- Podbrezová (Regiunea Banská Bystrica)
- Podhorany (Regiunea Prešov)
- Podhorany (Regiunea Nitra)
- Podhorany (Regiunea Prešov)
- Podhorie (Regiunea Banská Bystrica)
- Podhorie (Regiunea Žilina)
- Podhoroď (Regiunea Košice)
- Podhradie (Regiunea Žilina)
- Podhradie (Regiunea Trenčín)
- Podhradie (Regiunea Nitra)
- Podhradík (Regiunea Prešov)
- Podhájska (Regiunea Nitra)
- Podkonice (Regiunea Banská Bystrica)
- Podkriváň (Regiunea Banská Bystrica)
- Podkylava (Regiunea Trenčín)
- Podlužany (Regiunea Trenčín)
- Podlužany (Regiunea Nitra)
- Podolie (Regiunea Trenčín)
- Podolínec (Regiunea Prešov)
- Podrečany (Regiunea Banská Bystrica)
- Podskalie (Regiunea Trenčín)
- Podtureň (Regiunea Žilina)
- Podvysoká (Regiunea Žilina)
- Podzámčok (Regiunea Banská Bystrica)
- Pohorelá (Regiunea Banská Bystrica)
- Pohranice (Regiunea Nitra)
- Pohronská Polhora (Regiunea Banská Bystrica)
- Pohronský Bukovec (Regiunea Banská Bystrica)
- Pohronský Ruskov (Regiunea Nitra)
- Pokryváč (Regiunea Žilina)
- Poliakovce (Regiunea Prešov)
- Polianka (Regiunea Trenčín)
- Polichno (Regiunea Banská Bystrica)
- Polina (Regiunea Banská Bystrica)
- Poloma (Regiunea Prešov)
- Polomka (Regiunea Banská Bystrica)
- Poltár (Regiunea Banská Bystrica)
- Poluvsie (Regiunea Trenčín)
- Pongrácovce (Regiunea Prešov)
- Poniky (Regiunea Banská Bystrica)
- Poprad (Regiunea Prešov)
- Poproč (Regiunea Košice)
- Poproč (Regiunea Banská Bystrica)
- Popudinské Močidľany (Regiunea Trnava)
- Poriadie (Regiunea Trenčín)
- Porostov (Regiunea Košice)
- Poruba (Regiunea Trenčín)
- Poruba pod Vihorlatom (Regiunea Košice)
- Poráč (Regiunea Košice)
- Porúbka (Regiunea Prešov)
- Porúbka (Regiunea Prešov)
- Porúbka (Regiunea Košice)
- Porúbka (Regiunea Žilina)
- Potok (Regiunea Banská Bystrica)
- Potok (Regiunea Žilina)
- Potoky (Regiunea Prešov)
- Potvorice (Regiunea Trenčín)
- Potônske Lúky (Regiunea Trnava)
- Potôčky (Regiunea Prešov)
- Považany (Regiunea Trenčín)
- Považská Bystrica (Regiunea Trenčín)
- Povina (Regiunea Žilina)
- Povoda (Regiunea Trnava)
- Povrazník (Regiunea Banská Bystrica)
- Pozba (Regiunea Nitra)
- Pozdišovce (Regiunea Košice)
- Počarová (Regiunea Trenčín)
- Počúvadlo (Regiunea Banská Bystrica)
- Poľanovce (Regiunea Prešov)
- Poľany (Regiunea Košice)
- Poľný Kesov (Regiunea Nitra)
- Poša (Regiunea Prešov)
- Praha (Regiunea Banská Bystrica)
- Prakovce (Regiunea Košice)
- Pravenec (Regiunea Trenčín)
- Pravica (Regiunea Banská Bystrica)
- Pravotice (Regiunea Trenčín)
- Prašice (Regiunea Nitra)
- Prašník (Regiunea Trnava)
- Predajná (Regiunea Banská Bystrica)
- Predmier (Regiunea Žilina)
- Prenčov (Regiunea Banská Bystrica)
- Preseľany (Regiunea Nitra)
- Prestavlky (Regiunea Banská Bystrica)
- Prečín (Regiunea Trenčín)
- Prešov (Regiunea Prešov)
- Pribeník (Regiunea Košice)
- Pribeta (Regiunea Nitra)
- Pribiš (Regiunea Žilina)
- Pribylina (Regiunea Žilina)
- Priechod (Regiunea Banská Bystrica)
- Priekopa (Regiunea Košice)
- Priepasné (Regiunea Trenčín)
- Prietrž (Regiunea Trnava)
- Prietržka (Regiunea Trnava)
- Prievaly (Regiunea Trnava)
- Prievidza (Regiunea Trenčín)
- Prihradzany (Regiunea Banská Bystrica)
- Prituľany (Regiunea Prešov)
- Prochot (Regiunea Banská Bystrica)
- Prosačov (Regiunea Prešov)
- Prosiek (Regiunea Žilina)
- Proč (Regiunea Prešov)
- Pruské (Regiunea Trenčín)
- Prusy (Slovensko) (Regiunea Trenčín)
- Pružina (Regiunea Trenčín)
- Práznovce (Regiunea Nitra)
- Príbelce (Regiunea Banská Bystrica)
- Príbovce (Regiunea Žilina)
- Príkra (Regiunea Prešov)
- Príslop (Regiunea Prešov)
- Prša (Regiunea Banská Bystrica)
- Pstriná (Regiunea Prešov)
- Ptičie (Regiunea Prešov)
- Ptrukša (Regiunea Košice)
- Pucov (Regiunea Žilina)
- Pukanec (Regiunea Nitra)
- Pusté Pole (Regiunea Prešov)
- Pusté Sady (Regiunea Trnava)
- Pusté Úľany (Regiunea Trnava)
- Pusté Čemerné (Regiunea Košice)
- Pušovce (Regiunea Prešov)
- Párnica (Regiunea Žilina)
- Píla (Regiunea Banská Bystrica)
- Píla (Regiunea Bratislava)
- Píla (Regiunea Banská Bystrica)
- Pôtor (Regiunea Banská Bystrica)
- Púchov (Regiunea Trenčín)
- Pčoliné (Regiunea Prešov)
- Rabča (Regiunea Žilina)
- Rabčice (Regiunea Žilina)
- Rad (Regiunea Košice)
- Radatice (Regiunea Prešov)
- Radava (Regiunea Nitra)
- Radimov (Regiunea Trnava)
- Radnovce (Regiunea Banská Bystrica)
- Radobica (Regiunea Trenčín)
- Radoma (Regiunea Prešov)
- Radoľa (Regiunea Žilina)
- Radošina (Regiunea Nitra)
- Radošovce (Regiunea Trnava)
- Radošovce (Regiunea Trnava)
- Radvanovce (Regiunea Prešov)
- Radvaň nad Dunajom (Regiunea Nitra)
- Radvaň nad Laborcom (Regiunea Prešov)
- Radzovce (Regiunea Banská Bystrica)
- Radôstka (Regiunea Žilina)
- Rafajovce (Regiunea Prešov)
- Rajec (Regiunea Žilina)
- Rajecká Lesná (Regiunea Žilina)
- Rajčany (Regiunea Nitra)
- Rakovec nad Ondavou (Regiunea Košice)
- Rakovice (Regiunea Trnava)
- Rakovnica (Regiunea Košice)
- Rakovo (Regiunea Žilina)
- Raková (Regiunea Žilina)
- Rakovčík (Regiunea Prešov)
- Rakytník (Regiunea Banská Bystrica)
- Rakúsy (Regiunea Prešov)
- Rakša (Regiunea Žilina)
- Rankovce (Regiunea Košice)
- Rapovce (Regiunea Banská Bystrica)
- Raslavice (Regiunea Prešov)
- Rastislavice (Regiunea Nitra)
- Ratka (Regiunea Banská Bystrica)
- Ratkovce (Regiunea Trnava)
- Ratkovo (Regiunea Žilina)
- Ratkovská Lehota (Regiunea Banská Bystrica)
- Ratkovská Suchá (Regiunea Banská Bystrica)
- Ratkovské Bystré (Regiunea Banská Bystrica)
- Ratková (Regiunea Banská Bystrica)
- Ratnovce (Regiunea Trnava)
- Ratvaj (Regiunea Prešov)
- Rašice (Regiunea Banská Bystrica)
- Ražňany (Regiunea Prešov)
- Reca (Regiunea Bratislava)
- Regetovka (Regiunea Prešov)
- Rejdová (Regiunea Košice)
- Remeniny (Regiunea Prešov)
- Remetské Hámre (Regiunea Košice)
- Renčišov (Regiunea Prešov)
- Repejov (Regiunea Prešov)
- Repište (Regiunea Banská Bystrica)
- Revúca (Regiunea Banská Bystrica)
- Revúcka Lehota (Regiunea Banská Bystrica)
- Reľov (Regiunea Prešov)
- Rešica (Regiunea Košice)
- Rešov (Regiunea Prešov)
- Richnava (Regiunea Košice)
- Richvald (Regiunea Prešov)
- Riečka (Regiunea Banská Bystrica)
- Riečka (Regiunea Banská Bystrica)
- Rimavská Baňa (Regiunea Banská Bystrica)
- Rimavská Seč (Regiunea Banská Bystrica)
- Rimavská Sobota (Regiunea Banská Bystrica)
- Rimavské Brezovo (Regiunea Banská Bystrica)
- Rimavské Janovce (Regiunea Banská Bystrica)
- Rimavské Zalužany (Regiunea Banská Bystrica)
- Rišňovce (Regiunea Nitra)
- Rochovce (Regiunea Košice)
- Rohov (Regiunea Trnava)
- Rohovce (Regiunea Trnava)
- Rohožník (Regiunea Bratislava)
- Rohožník (Regiunea Prešov)
- Rokycany (Regiunea Prešov)
- Rokytov (Regiunea Prešov)
- Rokytov pri Humennom (Regiunea Prešov)
- Rokytovce (Regiunea Prešov)
- Rosina (Regiunea Žilina)
- Rovensko (Regiunea Trnava)
- Rovinka (Regiunea Bratislava)
- Rovné (Regiunea Prešov)
- Rovné (Regiunea Banská Bystrica)
- Rovné (Regiunea Prešov)
- Rovňany (Regiunea Banská Bystrica)
- Rozhanovce (Regiunea Košice)
- Rozložná (Regiunea Košice)
- Roztoky (Regiunea Prešov)
- Roškovce (Regiunea Prešov)
- Roštár (Regiunea Košice)
- Rožkovany (Regiunea Prešov)
- Rožňava (Regiunea Košice)
- Rožňavské Bystré (Regiunea Košice)
- Rudina (Regiunea Žilina)
- Rudinka (Regiunea Žilina)
- Rudinská (Regiunea Žilina)
- Rudlov (Regiunea Prešov)
- Rudnianska Lehota (Regiunea Trenčín)
- Rudno (Regiunea Žilina)
- Rudno nad Hronom (Regiunea Banská Bystrica)
- Rudná (Regiunea Košice)
- Rudník (Regiunea Košice)
- Rudník (Regiunea Trenčín)
- Rudňany (Regiunea Košice)
- Rumanová (Regiunea Nitra)
- Rumince (Regiunea Banská Bystrica)
- Runina (Regiunea Prešov)
- Ruskov (Regiunea Košice)
- Ruskovce (Regiunea Trenčín)
- Ruskovce (Regiunea Košice)
- Ruská (Regiunea Košice)
- Ruská Bystrá (Regiunea Košice)
- Ruská Kajňa (Regiunea Prešov)
- Ruská Nová Ves (Regiunea Prešov)
- Ruská Poruba (Regiunea Prešov)
- Ruská Volová (Regiunea Prešov)
- Ruská Voľa (Regiunea Prešov)
- Ruská Voľa nad Popradom (Regiunea Prešov)
- Ruský Hrabovec (Regiunea Košice)
- Ruský Potok (Regiunea Prešov)
- Ružindol (Regiunea Trnava)
- Ružiná (Regiunea Banská Bystrica)
- Ružomberok (Regiunea Žilina)
- Rybany (Regiunea Trenčín)
- Rybky (Regiunea Trnava)
- Rybník (Regiunea Banská Bystrica)
- Rybník (Regiunea Nitra)
- Rykynčice (Regiunea Banská Bystrica)
- Rákoš (Regiunea Košice)
- Rákoš (Regiunea Banská Bystrica)
- Ráztoka (Regiunea Banská Bystrica)
- Ráztočno (Regiunea Trenčín)
- Rúbaň (Regiunea Nitra)
- Sabinov (Regiunea Prešov)
- Sady nad Torysou (Regiunea Košice)
- Salka (Regiunea Nitra)
- Santovka (Regiunea Nitra)
- Sap (Regiunea Trnava)
- Sasinkovo (Regiunea Trnava)
- Sazdice (Regiunea Nitra)
- Sačurov (Regiunea Prešov)
- Sebechleby (Regiunea Banská Bystrica)
- Sebedražie (Regiunea Trenčín)
- Sebedín-Bečov (Regiunea Banská Bystrica)
- Sedliacka Dubová (Regiunea Žilina)
- Sedlice (Regiunea Prešov)
- Sedliská (Regiunea Prešov)
- Sedmerovec (Regiunea Trenčín)
- Sejkov (Regiunea Košice)
- Sekule (Regiunea Trnava)
- Selce (Regiunea Banská Bystrica)
- Selce (Regiunea Banská Bystrica)
- Selce (Regiunea Banská Bystrica)
- Selec (Regiunea Trenčín)
- Selice (Regiunea Nitra)
- Semerovo (Regiunea Nitra)
- Senec (Regiunea Bratislava)
- Seniakovce (Regiunea Prešov)
- Senica (Regiunea Trnava)
- Senné (Regiunea Košice)
- Senné (Regiunea Banská Bystrica)
- Senohrad (Regiunea Banská Bystrica)
- Sereď (Regiunea Trnava)
- Seč (Regiunea Trenčín)
- Sečianky (Regiunea Banská Bystrica)
- Sečovce (Regiunea Košice)
- Sečovská Polianka (Regiunea Prešov)
- Seľany (Regiunea Banská Bystrica)
- Seňa (Regiunea Košice)
- Sielnica (Regiunea Banská Bystrica)
- Sihelné (Regiunea Žilina)
- Sihla (Regiunea Banská Bystrica)
- Sikenica (Regiunea Nitra)
- Sikenička (Regiunea Nitra)
- Siladice (Regiunea Trnava)
- Silica (Regiunea Košice)
- Silická Brezová (Regiunea Košice)
- Silická Jablonica (Regiunea Košice)
- Sirk (Regiunea Banská Bystrica)
- Sirník (Regiunea Košice)
- Skalica (Regiunea Trnava)
- Skalité (Regiunea Žilina)
- Skalka nad Váhom (Regiunea Trenčín)
- Skačany (Regiunea Trenčín)
- Skerešovo (Regiunea Banská Bystrica)
- Sklabinský Podzámok (Regiunea Žilina)
- Sklabiná (Regiunea Banská Bystrica)
- Sklabiňa (Regiunea Žilina)
- Sklené (Regiunea Žilina)
- Skrabské (Regiunea Prešov)
- Skároš (Regiunea Košice)
- Skýcov (Regiunea Nitra)
- Slanec (Regiunea Košice)
- Slanská Huta (Regiunea Košice)
- Slanské Nové Mesto (Regiunea Košice)
- Slančík (Regiunea Košice)
- Slaská (Regiunea Banská Bystrica)
- Slatina (Regiunea Nitra)
- Slatina nad Bebravou (Regiunea Trenčín)
- Slatinka nad Bebravou (Regiunea Trenčín)
- Slatinské Lazy (Regiunea Banská Bystrica)
- Slatvina (Regiunea Košice)
- Slavec (Regiunea Košice)
- Slavkovce (Regiunea Košice)
- Slavnica (Regiunea Trenčín)
- Slavoška (Regiunea Košice)
- Slavošovce (Regiunea Košice)
- Slepčany (Regiunea Nitra)
- Sliač (Regiunea Banská Bystrica)
- Sliepkovce (Regiunea Košice)
- Slivník (Regiunea Košice)
- Slizké (Regiunea Banská Bystrica)
- Slopná (Regiunea Trenčín)
- Slovany (Regiunea Žilina)
- Slovenská Kajňa (Regiunea Prešov)
- Slovenská Nová Ves (Regiunea Trnava)
- Slovenská Ves (Regiunea Prešov)
- Slovenská Volová (Regiunea Prešov)
- Slovenská Ľupča (Regiunea Banská Bystrica)
- Slovenské Krivé (Regiunea Prešov)
- Slovenské Kľačany (Regiunea Banská Bystrica)
- Slovenské Nové Mesto (Regiunea Košice)
- Slovenské Pravno (Regiunea Žilina)
- Slovenské Ďarmoty (Regiunea Banská Bystrica)
- Slovenský Grob (Regiunea Bratislava)
- Slovinky (Regiunea Košice)
- Sládkovičovo (Regiunea Trnava)
- Smilno (Regiunea Prešov)
- Smižany (Regiunea Košice)
- Smolenice (Regiunea Trnava)
- Smolinské (Regiunea Trnava)
- Smolnícka Huta (Regiunea Košice)
- Smolník (Regiunea Košice)
- Smrdáky (Regiunea Trnava)
- Smrečany (Regiunea Žilina)
- Snakov (Regiunea Prešov)
- Snežnica (Regiunea Žilina)
- Snina (Regiunea Prešov)
- Soblahov (Regiunea Trenčín)
- Sobotište (Regiunea Trnava)
- Soboš (Regiunea Prešov)
- Sobrance (Regiunea Košice)
- Socovce (Regiunea Žilina)
- Sokolce (Regiunea Nitra)
- Sokolovce (Regiunea Trnava)
- Sokoľ (Regiunea Košice)
- Sokoľany (Regiunea Košice)
- Sološnica (Regiunea Bratislava)
- Solčany (Regiunea Nitra)
- Solčianky (Regiunea Nitra)
- Somotor (Regiunea Košice)
- Sopkovce (Regiunea Prešov)
- Soľ (Regiunea Prešov)
- Soľnička (Regiunea Košice)
- Soľník (Regiunea Prešov)
- Spišská Belá (Regiunea Prešov)
- Spišská Nová Ves (Regiunea Košice)
- Spišská Stará Ves (Regiunea Prešov)
- Spišská Teplica (Regiunea Prešov)
- Spišské Bystré (Regiunea Prešov)
- Spišské Hanušovce (Regiunea Prešov)
- Spišské Podhradie (Regiunea Prešov)
- Spišské Tomášovce (Regiunea Košice)
- Spišské Vlachy (Regiunea Košice)
- Spišský Hrhov (Regiunea Prešov)
- Spišský Hrušov (Regiunea Košice)
- Spišský Štiavnik (Regiunea Prešov)
- Spišský Štvrtok (Regiunea Prešov)
- Stakčín (Regiunea Prešov)
- Stakčínska Roztoka (Regiunea Prešov)
- Stankovany (Regiunea Žilina)
- Stankovce (Regiunea Košice)
- Stanča (Regiunea Košice)
- Starina (Regiunea Prešov)
- Stará Bašta (Regiunea Banská Bystrica)
- Stará Bystrica (Regiunea Žilina)
- Stará Halič (Regiunea Banská Bystrica)
- Stará Huta (Regiunea Banská Bystrica)
- Stará Kremnička (Regiunea Banská Bystrica)
- Stará Lehota (Regiunea Trenčín)
- Stará Lesná (Regiunea Prešov)
- Stará Myjava (Regiunea Trenčín)
- Stará Turá (Regiunea Trenčín)
- Stará Voda (Regiunea Košice)
- Stará Ľubovňa (Regiunea Prešov)
- Staré (Regiunea Košice)
- Staré Hory (Regiunea Banská Bystrica)
- Starý Hrádok (Regiunea Nitra)
- Starý Tekov (Regiunea Nitra)
- Staškov (Regiunea Žilina)
- Staškovce (Regiunea Prešov)
- Stebnícka Huta (Regiunea Prešov)
- Stebník (Regiunea Prešov)
- Stožok (Regiunea Banská Bystrica)
- Stratená (Regiunea Košice)
- Streda nad Bodrogom (Regiunea Košice)
- Stredné Plachtince (Regiunea Banská Bystrica)
- Strekov (Regiunea Nitra)
- Strelníky (Regiunea Banská Bystrica)
- Stretava (Regiunea Košice)
- Stretavka (Regiunea Košice)
- Strečno (Regiunea Žilina)
- Streženice (Regiunea Trenčín)
- Strihovce (Regiunea Prešov)
- Stropkov (Regiunea Prešov)
- Stročín (Regiunea Prešov)
- Stráne pod Tatrami (Regiunea Prešov)
- Stránska (Regiunea Banská Bystrica)
- Stránske (Regiunea Žilina)
- Stráňany (Regiunea Prešov)
- Stráňavy (Regiunea Žilina)
- Stráža (Regiunea Žilina)
- Strážne (Regiunea Košice)
- Strážske (Regiunea Košice)
- Studenec, Levoča (Regiunea Prešov)
- Studená (Regiunea Banská Bystrica)
- Studienka (Regiunea Bratislava)
- Stupava (Regiunea Bratislava)
- Stupné (Regiunea Trenčín)
- Stuľany (Regiunea Prešov)
- Suchohrad (Regiunea Bratislava)
- Suchá Dolina (Regiunea Prešov)
- Suchá Hora (Regiunea Žilina)
- Suchá nad Parnou (Regiunea Trnava)
- Sucháň (Regiunea Banská Bystrica)
- Suché (Regiunea Košice)
- Suché Brezovo (Regiunea Banská Bystrica)
- Sudince (Regiunea Banská Bystrica)
- Sukov (Regiunea Prešov)
- Sulín (Regiunea Prešov)
- Sučany (Regiunea Žilina)
- Sušany (Regiunea Banská Bystrica)
- Svederník (Regiunea Žilina)
- Sverepec (Regiunea Trenčín)
- Sveržov (Regiunea Prešov)
- Svetlice (Regiunea Prešov)
- Svidnička (Regiunea Prešov)
- Svidník (Regiunea Prešov)
- Svinia (Regiunea Prešov)
- Svinica (Regiunea Košice)
- Svinice (Regiunea Košice)
- Svinná (Regiunea Trenčín)
- Svit (Regiunea Prešov)
- Svodín (Regiunea Nitra)
- Svrbice (Regiunea Nitra)
- Svrčinovec (Regiunea Žilina)
- Svätoplukovo (Regiunea Nitra)
- Svätuš (Regiunea Košice)
- Svätuše (Regiunea Košice)
- Svätá Mária (Regiunea Košice)
- Svätý Anton (Regiunea Banská Bystrica)
- Svätý Jur (Regiunea Bratislava)
- Svätý Kríž (Regiunea Žilina)
- Svätý Peter (Regiunea Nitra)
- Sádočné (Regiunea Trenčín)
- Sása (Regiunea Banská Bystrica)
- Sása (Regiunea Banská Bystrica)
- Súdovce (Regiunea Banská Bystrica)
- Súlovce (Regiunea Nitra)
- Sútor (Regiunea Banská Bystrica)
- Súľov-Hradná (Regiunea Žilina)
- Sľažany (Regiunea Nitra)
- Šahy (Regiunea Nitra)
- Šajdíkove Humence (Regiunea Trnava)
- Šalgovce (Regiunea Nitra)
- Šalgočka (Regiunea Trnava)
- Šalov (Regiunea Nitra)
- Šambron (Regiunea Prešov)
- Šamorín (Regiunea Trnava)
- Šamudovce (Regiunea Košice)
- Šandal (Regiunea Prešov)
- Šarbov (Regiunea Prešov)
- Šarišská Poruba (Regiunea Prešov)
- Šarišská Trstená (Regiunea Prešov)
- Šarišské Bohdanovce (Regiunea Prešov)
- Šarišské Dravce (Regiunea Prešov)
- Šarišské Jastrabie (Regiunea Prešov)
- Šarišské Michaľany (Regiunea Prešov)
- Šarišské Sokolovce (Regiunea Prešov)
- Šarišské Čierne (Regiunea Prešov)
- Šarišský Štiavnik (Regiunea Prešov)
- Šarkan (Regiunea Nitra)
- Šarovce (Regiunea Nitra)
- Šaľa (Regiunea Nitra)
- Šašová (Regiunea Prešov)
- Šaštín-Stráže (Regiunea Trnava)
- Šelpice (Regiunea Trnava)
- Šemetkovce (Regiunea Prešov)
- Šemša (Regiunea Košice)
- Šenkvice (Regiunea Bratislava)
- Šiatorská Bukovinka (Regiunea Banská Bystrica)
- Šiba (Regiunea Prešov)
- Šimonovce (Regiunea Banská Bystrica)
- Šindliar (Regiunea Prešov)
- Šintava (Regiunea Trnava)
- Širkovce (Regiunea Banská Bystrica)
- Široké (Regiunea Prešov)
- Širákov (Regiunea Banská Bystrica)
- Šivetice (Regiunea Banská Bystrica)
- Šišov (Regiunea Trenčín)
- Šmigovec (Regiunea Prešov)
- Šoltýska (Regiunea Banská Bystrica)
- Šoporňa (Regiunea Trnava)
- Špania Dolina (Regiunea Banská Bystrica)
- Španie Pole (Regiunea Banská Bystrica)
- Špačince (Regiunea Trnava)
- Šrobárová (Regiunea Nitra)
- Štefanov (Regiunea Trnava)
- Štefanov nad Oravou (Regiunea Žilina)
- Štefanovce (Regiunea Prešov)
- Štefanovce (Regiunea Prešov)
- Štefanovičová (Regiunea Nitra)
- Štefanová (Regiunea Bratislava)
- Štefurov (Regiunea Prešov)
- Šterusy (Regiunea Trnava)
- Štiavnické Bane (Regiunea Banská Bystrica)
- Štiavnik (Regiunea Žilina)
- Štiavnička (Regiunea Žilina)
- Štitáre (Regiunea Nitra)
- Štrba (Regiunea Prešov)
- Štrkovec (Regiunea Banská Bystrica)
- Štvrtok (Regiunea Trenčín)
- Štvrtok na Ostrove (Regiunea Trnava)
- Štítnik (Regiunea Košice)
- Štós (Regiunea Košice)
- Štôla (Regiunea Prešov)
- Štúrovo (Regiunea Nitra)
- Šuja (Regiunea Žilina)
- Šumiac (Regiunea Banská Bystrica)
- Šurany (Regiunea Nitra)
- Šurianky (Regiunea Nitra)
- Šurice (Regiunea Banská Bystrica)
- Šutovce (Regiunea Trenčín)
- Šuľa (Regiunea Banská Bystrica)
- Šuňava (Regiunea Prešov)
- Švedlár (Regiunea Košice)
- Švošov (Regiunea Žilina)
- Švábovce (Regiunea Prešov)
- Šávoľ (Regiunea Banská Bystrica)
- Šíd (Regiunea Banská Bystrica)
- Šípkov (Regiunea Trenčín)
- Šípkové (Regiunea Trnava)
- Šúrovce (Regiunea Trnava)
- Šútovo (Regiunea Žilina)
- Tachty (Regiunea Banská Bystrica)
- Tajná (Regiunea Nitra)
- Tajov (Regiunea Banská Bystrica)
- Tarnov (Regiunea Prešov)
- Tatranská Javorina (Regiunea Prešov)
- Tašuľa (Regiunea Košice)
- Tehla (Regiunea Nitra)
- Tekolďany (Regiunea Trnava)
- Tekovská Breznica (Regiunea Banská Bystrica)
- Tekovské Lužany (Regiunea Nitra)
- Tekovské Nemce (Regiunea Nitra)
- Tekovský Hrádok (Regiunea Nitra)
- Telgárt (Regiunea Banská Bystrica)
- Telince (Regiunea Nitra)
- Temeš (Regiunea Trenčín)
- Teplička (Regiunea Košice)
- Teplička nad Váhom (Regiunea Žilina)
- Tepličky (Regiunea Trnava)
- Teplý Vrch (Regiunea Banská Bystrica)
- Terany (Regiunea Banská Bystrica)
- Terchová (Regiunea Žilina)
- Teriakovce (Regiunea Prešov)
- Terňa (Regiunea Prešov)
- Tesáre (Regiunea Nitra)
- Tesárske Mlyňany (Regiunea Nitra)
- Tešedíkovo (Regiunea Nitra)
- Tibava (Regiunea Košice)
- Tichý Potok (Regiunea Prešov)
- Timoradza (Regiunea Trenčín)
- Tisinec (Regiunea Prešov)
- Tisovec (Regiunea Banská Bystrica)
- Tlmače (Regiunea Nitra)
- Tokajík (Regiunea Prešov)
- Tomášikovo (Regiunea Trnava)
- Tomášov (Regiunea Bratislava)
- Tomášovce (Regiunea Banská Bystrica)
- Tomášovce (Regiunea Banská Bystrica)
- Toporec (Regiunea Prešov)
- Topoľa (Regiunea Prešov)
- Topoľnica (Regiunea Trnava)
- Topoľníky (Regiunea Trnava)
- Topoľovka (Regiunea Prešov)
- Topoľčany (Regiunea Nitra)
- Topoľčianky (Regiunea Nitra)
- Tornaľa (Regiunea Banská Bystrica)
- Torysa (Regiunea Prešov)
- Torysky (Regiunea Prešov)
- Tovarnianska Polianka (Regiunea Prešov)
- Tovarné (Regiunea Prešov)
- Tovarníky (Regiunea Nitra)
- Točnica (Regiunea Banská Bystrica)
- Trakovice (Regiunea Trnava)
- Trebatice (Regiunea Trnava)
- Trebejov (Regiunea Košice)
- Trebeľovce (Regiunea Banská Bystrica)
- Trebichava (Regiunea Trenčín)
- Trebišov (Regiunea Košice)
- Trebostovo (Regiunea Žilina)
- Trebušovce (Regiunea Banská Bystrica)
- Trenč (Regiunea Banská Bystrica)
- Trenčianska Teplá (Regiunea Trenčín)
- Trenčianska Turná (Regiunea Trenčín)
- Trenčianske Biskupice (Trenčín)
- Trenčianske Bohuslavice (Regiunea Trenčín)
- Trenčianske Jastrabie (Regiunea Trenčín)
- Trenčianske Mitice (Regiunea Trenčín)
- Trenčianske Stankovce (Regiunea Trenčín)
- Trenčín (Regiunea Trenčín)
- Trhovište (Regiunea Košice)
- Trhová Hradská (Regiunea Trnava)
- Trnava (Regiunea Trnava)
- Trnava pri Laborci (Regiunea Košice)
- Trnavá Hora (Regiunea Banská Bystrica)
- Trnkov (Regiunea Prešov)
- Trnovec (Regiunea Trnava)
- Trnovec nad Váhom (Regiunea Nitra)
- Trnovo (Regiunea Žilina)
- Trnávka (Regiunea Trnava)
- Trnávka (Regiunea Košice)
- Tročany (Regiunea Prešov)
- Trpín (Regiunea Banská Bystrica)
- Trstená (Regiunea Žilina)
- Trstená na Ostrove (Regiunea Trnava)
- Trstené (Regiunea Žilina)
- Trstené pri Hornáde (Regiunea Košice)
- Trstice (Regiunea Trnava)
- Trstín (Regiunea Trnava)
- Trsťany (Regiunea Košice)
- Trávnica (Regiunea Nitra)
- Trávnik (Regiunea Nitra)
- Tuchyňa (Regiunea Trenčín)
- Tuhrina (Regiunea Prešov)
- Tuhár (Regiunea Banská Bystrica)
- Tulčík (Regiunea Prešov)
- Tupá (Regiunea Nitra)
- Turany (Regiunea Žilina)
- Turany nad Ondavou (Regiunea Prešov)
- Turcovce (Regiunea Prešov)
- Turecká (Regiunea Banská Bystrica)
- Tureň (Regiunea Bratislava)
- Turie (Regiunea Žilina)
- Turnianska Nová Ves (Regiunea Košice)
- Turová (Regiunea Banská Bystrica)
- Turzovka (Regiunea Žilina)
- Turá (Regiunea Nitra)
- Turík (Regiunea Žilina)
- Turček (Regiunea Žilina)
- Turčianky (Regiunea Trenčín)
- Turčianska Štiavnička (Regiunea Žilina)
- Turčianske Jaseno (Regiunea Žilina)
- Turčianske Kľačany (Regiunea Žilina)
- Turčianske Teplice (Regiunea Žilina)
- Turčiansky Peter (Regiunea Žilina)
- Turčiansky Ďur (Regiunea Žilina)
- Turčok (Regiunea Banská Bystrica)
- Turňa nad Bodvou (Regiunea Košice)
- Tušice (Regiunea Košice)
- Tušická Nová Ves (Regiunea Košice)
- Tužina (Regiunea Trenčín)
- Tvarožná (Regiunea Prešov)
- Tvrdomestice (Regiunea Nitra)
- Tvrdošovce (Regiunea Nitra)
- Tvrdošín (Regiunea Žilina)
- Tôň (Regiunea Nitra)
- Tŕnie (Regiunea Banská Bystrica)
- Ťapešovo (Regiunea Žilina)
- Ubľa (Regiunea Prešov)
- Udavské (Regiunea Prešov)
- Udiča (Regiunea Trenčín)
- Uhliská (Regiunea Nitra)
- Uhorská Ves (Regiunea Žilina)
- Uhorské (Regiunea Banská Bystrica)
- Uhrovec (Regiunea Trenčín)
- Uhrovské Podhradie (Regiunea Trenčín)
- Ulič (Regiunea Prešov)
- Uličské Krivé (Regiunea Prešov)
- Uloža (Regiunea Prešov)
- Unín (Regiunea Trnava)
- Urmince (Regiunea Nitra)
- Utekáč (Regiunea Banská Bystrica)
- Uzovce (Regiunea Prešov)
- Uzovská Panica (Regiunea Banská Bystrica)
- Uzovské Pekľany (Regiunea Prešov)
- Uzovský Šalgov (Regiunea Prešov)
- Uňatín (Regiunea Banská Bystrica)
- Vagrinec (Regiunea Prešov)
- Vajkovce (Regiunea Košice)
- Valaliky (Regiunea Košice)
- Valaská (Regiunea Banská Bystrica)
- Valaská Belá (Regiunea Trenčín)
- Valaská Dubová (Regiunea Žilina)
- Valaškovce (Regiunea Prešov)
- Valentovce (Regiunea Prešov)
- Valice (Regiunea Banská Bystrica)
- Valkovce (Regiunea Prešov)
- Valča (Regiunea Žilina)
- Vaniškovce (Regiunea Prešov)
- Varadka (Regiunea Prešov)
- Varechovce (Regiunea Prešov)
- Varhaňovce (Regiunea Prešov)
- Varín (Regiunea Žilina)
- Vasiľov (Regiunea Žilina)
- Vavrečka (Regiunea Žilina)
- Vavrinec (Regiunea Prešov)
- Vavrišovo (Regiunea Žilina)
- Vaďovce (Regiunea Trenčín)
- Vaľkovňa (Regiunea Banská Bystrica)
- Važec (Regiunea Žilina)
- Vechec (Regiunea Prešov)
- Veličná (Regiunea Žilina)
- Velušovce (Regiunea Nitra)
- Velčice (Regiunea Nitra)
- Vernár (Regiunea Prešov)
- Veselé (Regiunea Trnava)
- Veterná Poruba (Regiunea Žilina)
- Večelkov (Regiunea Banská Bystrica)
- Veľaty (Regiunea Košice)
- Veľkrop (Regiunea Prešov)
- Veľká Dolina (Regiunea Nitra)
- Veľká Franková (Regiunea Prešov)
- Veľká Hradná (Regiunea Trenčín)
- Veľká Ida (Regiunea Košice)
- Veľká Lehota (Regiunea Banská Bystrica)
- Veľká Lesná (Regiunea Prešov)
- Veľká Lodina (Regiunea Košice)
- Veľká Lomnica (Regiunea Prešov)
- Veľká Lúka (Regiunea Banská Bystrica)
- Veľká Mača (Regiunea Trnava)
- Veľká Paka (Regiunea Trnava)
- Veľká Tŕňa (Regiunea Košice)
- Veľká Ves (Regiunea Banská Bystrica)
- Veľká Ves nad Ipľom (Regiunea Banská Bystrica)
- Veľká nad Ipľom (Regiunea Banská Bystrica)
- Veľká Čalomija (Regiunea Banská Bystrica)
- Veľká Čausa (Regiunea Trenčín)
- Veľká Čierna (Regiunea Žilina)
- Veľké Bierovce (Regiunea Trenčín)
- Veľké Blahovo (Regiunea Trnava)
- Veľké Borové (Regiunea Žilina)
- Veľké Chlievany (Regiunea Trenčín)
- Veľké Chyndice (Regiunea Nitra)
- Veľké Dravce (Regiunea Banská Bystrica)
- Veľké Držkovce (Regiunea Trenčín)
- Veľké Dvorany (Regiunea Nitra)
- Veľké Dvorníky (Regiunea Trnava)
- Veľké Hoste (Regiunea Trenčín)
- Veľké Kapušany (Regiunea Košice)
- Veľké Kosihy (Regiunea Nitra)
- Veľké Kostoľany (Regiunea Trnava)
- Veľké Kozmálovce (Regiunea Nitra)
- Veľké Kršteňany (Regiunea Trenčín)
- Veľké Leváre (Regiunea Bratislava)
- Veľké Lovce (Regiunea Nitra)
- Veľké Ludince (Regiunea Nitra)
- Veľké Orvište (Regiunea Trnava)
- Veľké Ozorovce (Regiunea Košice)
- Veľké Pole (Regiunea Banská Bystrica)
- Veľké Raškovce (Regiunea Košice)
- Veľké Revištia (Regiunea Košice)
- Veľké Ripňany (Regiunea Nitra)
- Veľké Rovné (Regiunea Žilina)
- Veľké Slemence (Regiunea Košice)
- Veľké Straciny (Regiunea Banská Bystrica)
- Veľké Teriakovce (Regiunea Banská Bystrica)
- Veľké Trakany (Regiunea Košice)
- Veľké Turovce (Regiunea Nitra)
- Veľké Uherce (Regiunea Trenčín)
- Veľké Vozokany (Regiunea Nitra)
- Veľké Zlievce (Regiunea Banská Bystrica)
- Veľké Zálužie (Regiunea Nitra)
- Veľké Úľany (Regiunea Trnava)
- Veľký Biel (Regiunea Bratislava)
- Veľký Blh (Regiunea Banská Bystrica)
- Veľký Cetín (Regiunea Nitra)
- Veľký Folkmar (Regiunea Košice)
- Veľký Grob (Regiunea Trnava)
- Veľký Horeš (Regiunea Košice)
- Veľký Kamenec (Regiunea Košice)
- Veľký Klíž (Regiunea Trenčín)
- Veľký Krtíš (Regiunea Banská Bystrica)
- Veľký Kýr (Regiunea Nitra)
- Veľký Lapáš (Regiunea Nitra)
- Veľký Lipník (Regiunea Prešov)
- Veľký Lom (Regiunea Banská Bystrica)
- Veľký Meder (Regiunea Trnava)
- Veľký Slavkov (Regiunea Prešov)
- Veľký Slivník (Regiunea Prešov)
- Veľký Čepčín (Regiunea Žilina)
- Veľký Ďur (Regiunea Nitra)
- Veľký Šariš (Regiunea Prešov)
- Veľopolie (Regiunea Prešov)
- Vidiná (Regiunea Banská Bystrica)
- Vieska (Regiunea Trnava)
- Vieska (Regiunea Banská Bystrica)
- Vieska nad Blhom (Regiunea Banská Bystrica)
- Vieska nad Žitavou (Regiunea Nitra)
- Vikartovce (Regiunea Prešov)
- Vinica (Regiunea Banská Bystrica)
- Viničky (Regiunea Košice)
- Viničné (Regiunea Bratislava)
- Vinné (Regiunea Košice)
- Vinodol (Regiunea Nitra)
- Vinohrady nad Váhom (Regiunea Trnava)
- Vinosady (Regiunea Bratislava)
- Virt (Regiunea Nitra)
- Vislanka (Regiunea Prešov)
- Vislava (Regiunea Prešov)
- Visolaje (Regiunea Trenčín)
- Vitanová (Regiunea Žilina)
- Vištuk (Regiunea Bratislava)
- Višňov (Regiunea Košice)
- Višňové (Regiunea Trenčín)
- Višňové (Regiunea Banská Bystrica)
- Višňové (Regiunea Žilina)
- Vlahovo, Slovacia (Regiunea Košice)
- Vlachy (Regiunea Žilina)
- Vladiča (Regiunea Prešov)
- Vlača (Regiunea Prešov)
- Vlkanová (Regiunea Banská Bystrica)
- Vlkas (Regiunea Nitra)
- Vlkovce (Regiunea Prešov)
- Vlková (Regiunea Prešov)
- Vlky (Regiunea Bratislava)
- Vlkyňa (Regiunea Banská Bystrica)
- Farkašdin, Banatul Central (Regiunea Nitra)
- Vlčkovce (Regiunea Trnava)
- Voderady (Regiunea Trnava)
- Vojany (Regiunea Košice)
- Vojka (Regiunea Košice)
- Vojka nad Dunajom (Regiunea Trnava)
- Vojkovce (Regiunea Košice)
- Vojnatina (Regiunea Košice)
- Vojtovce (Regiunea Prešov)
- Vojčice (Regiunea Košice)
- Vojňany (Regiunea Prešov)
- Volica (Regiunea Prešov)
- Volkovce (Regiunea Nitra)
- Voznica (Regiunea Banská Bystrica)
- Vozokany (Regiunea Trnava)
- Vozokany (Regiunea Nitra)
- Voľa (Regiunea Košice)
- Vrakúň (Regiunea Trnava)
- Vranov nad Topľou (Regiunea Prešov)
- Vrbnica (Regiunea Košice)
- Vrbov (Regiunea Prešov)
- Vrbovce (Regiunea Trenčín)
- Vrbovka (Regiunea Banská Bystrica)
- Vrbová nad Váhom (Regiunea Nitra)
- Vrbové (Regiunea Trnava)
- Vrchteplá (Regiunea Trenčín)
- Vráble (Regiunea Nitra)
- Vrádište (Regiunea Trnava)
- Vrícko (Regiunea Žilina)
- Vrútky (Regiunea Žilina)
- Vršatské Podhradie (Regiunea Trenčín)
- Vtáčkovce (Regiunea Košice)
- Vydrany (Regiunea Trnava)
- Vydrná (Regiunea Trenčín)
- Vydrník (Regiunea Prešov)
- Vyhne (Regiunea Banská Bystrica)
- Vysoká (Regiunea Prešov)
- Vysoká (Regiunea Banská Bystrica)
- Vysoká nad Kysucou (Regiunea Žilina)
- Vysoká nad Uhom (Regiunea Košice)
- Vysoká pri Morave (Regiunea Bratislava)
- Vysoké Tatry (Regiunea Prešov)
- Vysočany (Regiunea Trenčín)
- Vyškovce (Regiunea Prešov)
- Vyškovce nad Ipľom (Regiunea Nitra)
- Vyšná Boca (Regiunea Žilina)
- Vyšná Hutka (Regiunea Košice)
- Vyšná Jablonka (Regiunea Prešov)
- Vyšná Jedľová (Regiunea Prešov)
- Vyšná Kamenica (Regiunea Košice)
- Vyšná Myšľa (Regiunea Košice)
- Vyšná Olšava (Regiunea Prešov)
- Vyšná Pisaná (Regiunea Prešov)
- Vyšná Polianka (Regiunea Prešov)
- Vyšná Rybnica (Regiunea Košice)
- Vyšná Sitnica (Regiunea Prešov)
- Vyšná Slaná (Regiunea Košice)
- Vyšná Voľa (Regiunea Prešov)
- Vyšná Šebastová (Regiunea Prešov)
- Vyšné Ladičkovce (Regiunea Prešov)
- Vyšné Nemecké (Regiunea Košice)
- Vyšné Remety (Regiunea Košice)
- Vyšné Repaše (Regiunea Prešov)
- Vyšné Ružbachy (Regiunea Prešov)
- Vyšné Valice (Regiunea Banská Bystrica)
- Vyšné nad Hronom (Regiunea Nitra)
- Vyšný Hrabovec (Regiunea Prešov)
- Vyšný Hrušov (Regiunea Prešov)
- Vyšný Kazimír (Regiunea Prešov)
- Vyšný Klátov (Regiunea Košice)
- Vyšný Komárnik (Regiunea Prešov)
- Vyšný Kručov (Regiunea Prešov)
- Vyšný Kubín (Regiunea Žilina)
- Vyšný Medzev (Regiunea Košice)
- Vyšný Mirošov (Regiunea Prešov)
- Vyšný Orlík (Regiunea Prešov)
- Vyšný Skálnik (Regiunea Banská Bystrica)
- Vyšný Slavkov (Regiunea Prešov)
- Vyšný Tvarožec (Regiunea Prešov)
- Vyšný Čaj (Regiunea Košice)
- Vyšný Žipov (Regiunea Prešov)
- Váhovce (Regiunea Trnava)
- Vápeník (Regiunea Prešov)
- Vígľaš (Regiunea Banská Bystrica)
- Vígľašská Huta-Kalinka (Regiunea Banská Bystrica)
- Vítkovce (Regiunea Košice)
- Víťaz (Regiunea Prešov)
- Víťazovce (Regiunea Prešov)
- Výborná (Regiunea Prešov)
- Východná (Regiunea Žilina)
- Výrava (Regiunea Prešov)
- Výčapy-Opatovce (Regiunea Nitra)
- Včelince (Regiunea Banská Bystrica)
- Zacharovce (Regiunea Banská Bystrica)
- Zalaba (Regiunea Nitra)
- Zalužice (Regiunea Košice)
- Zamarovce (Regiunea Trenčín)
- Zatín (Regiunea Košice)
- Zavar (Regiunea Trnava)
- Zbehy (Regiunea Nitra)
- Zbehňov (Regiunea Košice)
- Zboj (Regiunea Prešov)
- Zbojné (Regiunea Prešov)
- Zborov (Regiunea Prešov)
- Zborov nad Bystricou (Regiunea Žilina)
- Zbrojníky (Regiunea Nitra)
- Zbudská Belá (Regiunea Prešov)
- Zbudské Dlhé (Regiunea Prešov)
- Zbudza (Regiunea Košice)
- Zbyňov (Regiunea Žilina)
- Zeleneč (Regiunea Trnava)
- Zemianska Olča (Regiunea Nitra)
- Zemianske Kostoľany (Regiunea Trenčín)
- Zemianske Podhradie (Regiunea Trenčín)
- Zemianske Sady (Regiunea Trnava)
- Zemiansky Vrbovok (Regiunea Banská Bystrica)
- Zemné (Regiunea Nitra)
- Zemplín (Regiunea Košice)
- Zemplínska Nová Ves (Regiunea Košice)
- Zemplínska Teplica (Regiunea Košice)
- Zemplínska Široká (Regiunea Košice)
- Zemplínske Hradište (Regiunea Košice)
- Zemplínske Hámre (Regiunea Prešov)
- Zemplínske Jastrabie (Regiunea Košice)
- Zemplínske Kopčany (Regiunea Košice)
- Zemplínsky Branč (Regiunea Košice)
- Zlatno (Regiunea Nitra)
- Zlatno (Regiunea Banská Bystrica)
- Zlatná na Ostrove (Regiunea Nitra)
- Zlatník (Regiunea Prešov)
- Zlatníky (Regiunea Trenčín)
- Zlatá Baňa (Regiunea Prešov)
- Zlatá Idka (Regiunea Košice)
- Zlaté (Regiunea Prešov)
- Zlaté Klasy (Regiunea Trnava)
- Zlaté Moravce (Regiunea Nitra)
- Zliechov (Regiunea Trenčín)
- Zohor (Regiunea Bratislava)
- Zombor (Regiunea Banská Bystrica)
- Zuberec (Regiunea Žilina)
- Zubné (Regiunea Prešov)
- Zubrohlava (Regiunea Žilina)
- Zubák (Regiunea Trenčín)
- Zvolen (Regiunea Banská Bystrica)
- Zvolenská Slatina (Regiunea Banská Bystrica)
- Zvončín (Regiunea Trnava)
- Zábiedovo (Regiunea Žilina)
- Záborie (Regiunea Žilina)
- Záborské (Regiunea Prešov)
- Zádiel (Regiunea Košice)
- Zádor (Regiunea Banská Bystrica)
- Záhor (Regiunea Košice)
- Záhorce (Regiunea Banská Bystrica)
- Záhorie (Regiunea Bratislava)
- Záhorská Ves (Regiunea Bratislava)
- Záhradné (Regiunea Prešov)
- Zákamenné (Regiunea Žilina)
- Zákopčie (Regiunea Žilina)
- Zálesie (Regiunea Prešov)
- Zálesie (Regiunea Bratislava)
- Zámutov (Regiunea Prešov)
- Záriečie (Regiunea Trenčín)
- Záskalie (Regiunea Trenčín)
- Závada (Regiunea Prešov)
- Závada (Regiunea Nitra)
- Závada (Regiunea Banská Bystrica)
- Závada pod Čiernym vrchom (None)
- Závadka (Regiunea Košice)
- Závadka (Regiunea Prešov)
- Závadka (Regiunea Košice)
- Závadka nad Hronom (Regiunea Banská Bystrica)
- Závažná Poruba (Regiunea Žilina)
- Závod (Regiunea Bratislava)
- Zázrivá (Regiunea Žilina)
- Žabokreky (Regiunea Žilina)
- Žabokreky nad Nitrou (Regiunea Trenčín)
- Žakarovce (Regiunea Košice)
- Žakovce (Regiunea Prešov)
- Žalobín (Regiunea Prešov)
- Žarnov (Regiunea Košice)
- Žarnovica (Regiunea Banská Bystrica)
- Žaškov (Regiunea Žilina)
- Žbince (Regiunea Košice)
- Ždaňa (Regiunea Košice)
- Ždiar (Regiunea Prešov)
- Žehra (Regiunea Košice)
- Žehňa (Regiunea Prešov)
- Železná Breznica (Regiunea Banská Bystrica)
- Železník (Regiunea Prešov)
- Želiezovce (Regiunea Nitra)
- Želmanovce (Regiunea Prešov)
- Želovce (Regiunea Banská Bystrica)
- Žemberovce (Regiunea Nitra)
- Žemliare (Regiunea Nitra)
- Žiar (Regiunea Žilina)
- Žiar (Regiunea Banská Bystrica)
- Žiar nad Hronom (Regiunea Banská Bystrica)
- Žibritov (Regiunea Banská Bystrica)
- Žihárec (Regiunea Nitra)
- Žikava (Regiunea Nitra)
- Žilina (Regiunea Žilina)
- Žipov (Regiunea Prešov)
- Žirany (Regiunea Nitra)
- Žitavany (Regiunea Nitra)
- Žitavce (Regiunea Nitra)
- Žitná-Radiša (Regiunea Trenčín)
- Žlkovce (Regiunea Trnava)
- Župkov (Regiunea Banská Bystrica)
- Župčany (Regiunea Prešov)
- Žíp (Regiunea Banská Bystrica)